# Primera División de Argentina
La Primera División de Argentina es el torneo de la primera categoría del fútbol masculino argentino, organizado desde 1891 por la Asociación del Fútbol Argentino, excepto entre las temporadas 2017-18 y 2019-20, cuando fue regido por la Superliga Argentina. Disuelta esta, la Asociación creó el órgano interno denominado Liga Profesional de Fútbol Argentino, a través del cual retomó su conducción. Es el máximo escalón del sistema de competiciones del fútbol masculino en el país.
En el campeonato 2025, el quinto a cargo de la Liga Profesional, participan treinta equipos, divididos en dos zonas de quince cada una, que se enfrentan por el sistema de todos contra todos, clasificando a dieciséis de ellos a la siguiente fase, que luego se enfrentan entre sí por rondas de eliminación directa para determinar al campeón. Se disputarán dos torneos durante la temporada, denominados Apertura y Clausura, que cada uno consagrará a su propio campeón.
El campeonato de Primera División es uno de los mejores del mundo, de acuerdo con la Federación Internacional de Historia y Estadística de Fútbol. En la última clasificación publicada, de 2024, ocupa el sexto puesto en el ranking anual, que se elabora desde 1991. La Primera División de Argentina, a excepción de 1993, siempre estuvo entre las diez primeras. Su mejor ubicación en este ranking se dio en 2008, cuando logró el tercer lugar, siendo superada sólo por la Premier League de Inglaterra y por la Serie A de Italia.
Desde 1893, se ha disputado en forma ininterrumpida, y es la única que ha permanecido durante 132 años sin intervalos. Esto, sumado a que hubo tres temporadas de seis meses y a que en varios ciclos se han otorgado dos títulos por período e incluso tres en 1936 y en 2012-13, con 194 ediciones (54 en el amateurismo y 140 en el profesionalismo), es la liga que más campeones consagró en la historia del fútbol mundial.

## Historia

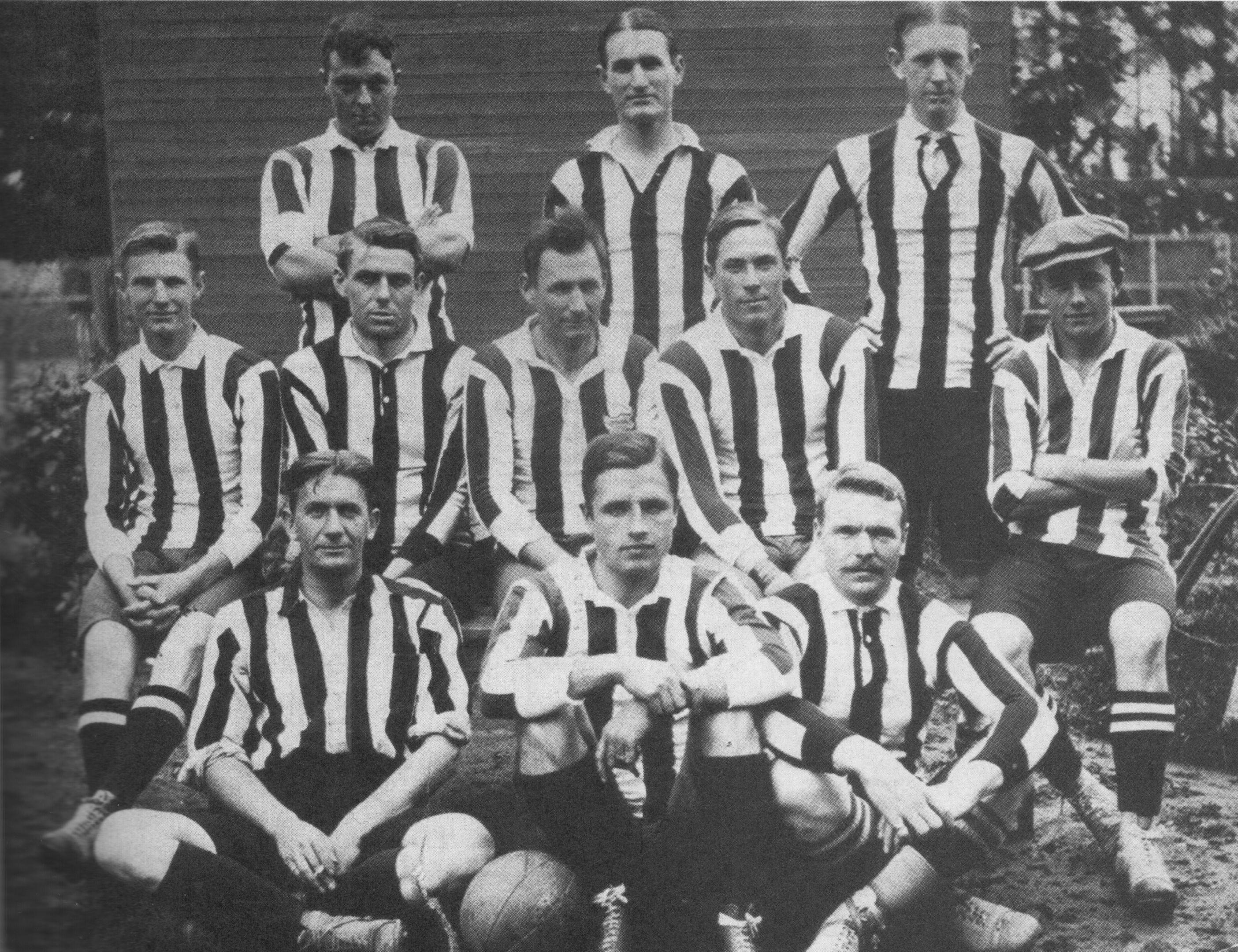
Alumni ganó diez campeonatos de Primera División en la era amateur, incluyendo el de su predecesor: Buenos Aires English High School Athletic Club.

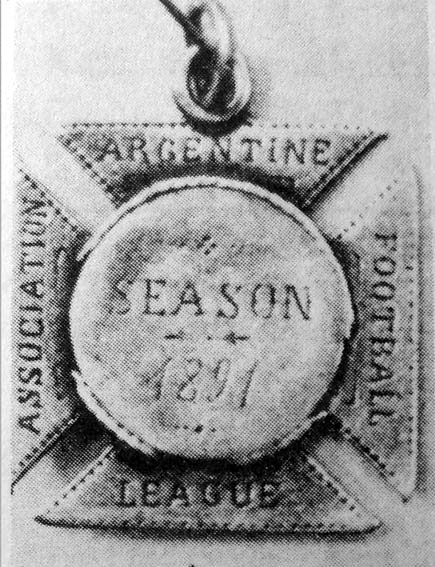
Medallas obtenidas por el equipo de St. Andrew's, en 1891, luego de vencer a Old Caledonians.

La Primera División de Argentina reconoce dos etapas diferenciadas, conocidas respectivamente como era amateur o amateurismo y era profesional o profesionalismo. La primera etapa transcurrió desde 1891 a 1934, entre la fundación de la primera liga, llamada Argentine Association Football League, hasta la fusión de la Asociación Argentina de Football (Amateurs y Profesionales), nombre que había tomado la entidad oficial afiliada a FIFA, con la disidente Liga Argentina de Football, que ya había organizado previamente cuatro campeonatos, que dieron origen a la actividad profesional regularizada, a partir de 1931 en adelante.
De esa forma, los últimos cuatro torneos de la era amateur se superpusieron con los cuatro primeros del profesionalismo, en lo que fue una continuidad histórica, marcada por el blanqueo de la profesionalidad que exigía la práctica del deporte en su más alto nivel. No obstante ello, la Asociación reconoce una desigualdad de carácter organizativo entre las dos etapas, por lo que las diferencia en cuanto a su significación histórica y no las unifica, aunque reconoce la validez de los logros de los clubes en la etapa amateur.

### Era amateur
El primer partido de fútbol jugado en Argentina se disputó el 20 de junio de 1867, en el Buenos Aires Cricket Club, limitándose su práctica durante un tiempo a los colegios ingleses. A partir del impulso dado por Alexander Watson Hutton, inmigrante escocés llegado en 1882, considerado el padre del fútbol argentino, la actividad comenzó a expandirse. Fue así que la primera Argentine Association Football League se organizó en 1891, pero se disolvió al finalizar el año. Tras un paréntesis en 1892, el 21 de febrero de 1893 se fundó la definitiva Argentine Association Football League, presidida por el citado Alexander Watson Hutton. Ese mismo año organizó la disputa de un torneo en un marco que perdura desde entonces, siendo la segunda liga más antigua del mundo, fuera de las islas británicas, luego de los Países Bajos (1888), y precediendo a Bélgica (1895), Italia (1898) y Alemania (1903).
Esta entidad reconocida por la FIFA desde su afiliación en 1912, fue renombrada en febrero de 1903 como Argentine Football Association, en febrero de 1912 como Asociación Argentina de Football, en noviembre de 1926 como Asociación Amateurs Argentina de Football, y en junio de 1931 como Asociación Argentina de Football (Amateurs y Profesionales). En noviembre de 1934, se fusionó con la disidente Liga Argentina de Football, constituyéndose la Asociación del Football Argentino, denominación que se castellanizó en 1946 para adoptar el nombre definitivo de Asociación del Fútbol Argentino. Además hubo tres asociaciones disidentes: la Federación Argentina de Football (1912-1914), la Asociación Amateurs de Football (1919-1926), y la mencionada Liga Argentina de Football (1931-1934). Cabe aclarar que estas entidades son también predecesoras de la Asociación del Fútbol Argentino.

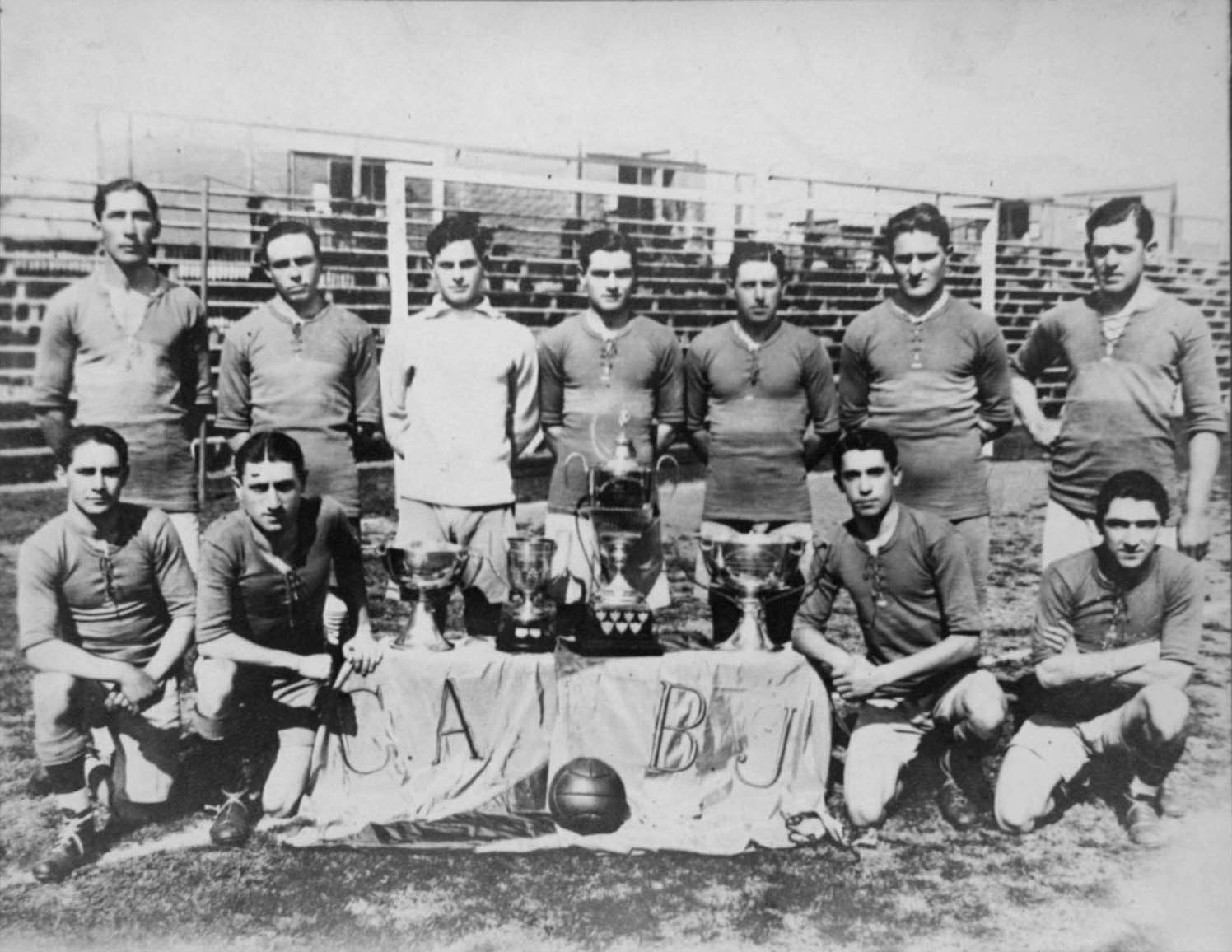
Boca Juniors, con sus cuatro títulos de 1919 (de izq a der): Copa de Competencia Jockey Club, Copa Campeonato, Cup Tie Competition y Copa Ibarguren.

Aquel primer torneo de 1891 fue compartido. Luego de la disputa de las 8 fechas, Saint Andrew's y Old Caledonians terminaron en la primera posición con 13 puntos. La Asociación consagró como campeones a ambos equipos, pero los obligó a disputar un cotejo para determinar quién se llevaba las medallas conmemorativas, ya que había un solo juego. Dicho partido fue ganado por Saint Andrew's, es por ello que algunos, incluida la propia AFA, dan a este como único campeón del primer torneo del fútbol argentino.

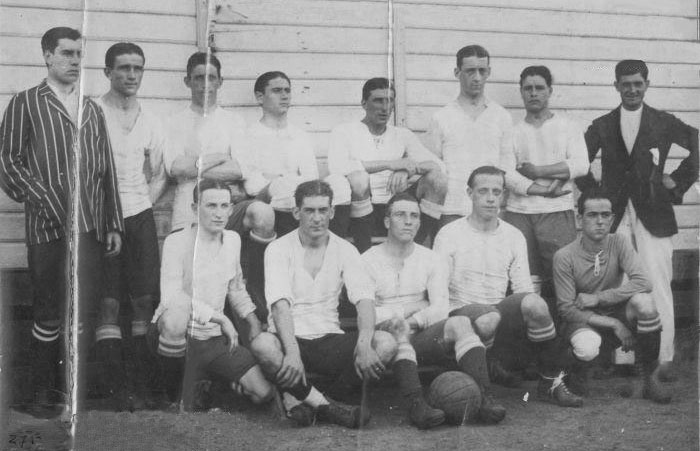
Racing Club, heptacampeón de Primera en la década de 1910: récord aún vigente.

En los primeros años la liga estuvo dominada por equipos y jugadores británicos, con mayoría de los escoceses. Este predominio continuó durante los años siguientes y declinó en la década de 1910, a partir de que la población criolla adoptó y dominó el juego. El Alumni, multicampeón de los primeros años del siglo XX se disolvió tras ganar el torneo de 1911, poniéndole fin al dominio británico del fútbol argentino, sin embargo muchos futbolistas de ese origen jugaron en Argentina hasta 1920 y muchos de sus descendientes también tuvieron oportunidad de disputar encuentros de la máxima categoría del fútbol argentino.
El fin de la era amateur comenzó en 1931 con el advenimiento del profesionalismo a partir de la conformación de la Liga Argentina de Football, asociación disidente de la FIFA formada por los principales equipos, que organizó los primeros torneos profesionales. No obstante, la Asociación Argentina de Football (Amateurs y Profesionales) siguió disputando sus propios certámenes hasta 1934, año en que se fusionó con la Liga Argentina, para constituir la Asociación del Football Argentino, entidad única que pasó a regir la actividad a partir del Campeonato de Primera División de 1935.
Hacia su fin muchos de los mejores jugadores como Luis Monti, Renato Cesarini y Raimundo Orsi emigraron para jugar en las ligas profesionales de Europa, especialmente Italia.
Durante este período y hasta 1938, ya entrado el profesionalismo, en el campeonato de Primera División participaron exclusivamente clubes de la ciudad de Buenos Aires, el conurbano bonaerense y la ciudad de La Plata, con la excepción de Rosario Athletic Club en 1894, Lobos Athletic Club, en 1894, 1898 y 1899, y Reformer, de la localidad de Campana, entre 1905 y 1909. Esto ocurría porque la Asociación del Fútbol Argentino (y sus predecesoras), más allá de ser la entidad madre del deporte, organizó originalmente sus torneos en dicha zona metropolitana y los equipos del interior del país no estaban —y aún no están— afiliados de manera directa a esta, por lo que competían únicamente en los campeonatos organizados por las respectivas ligas regionales.
Si bien los equipos rosarinos competían en las copas nacionales que organizaron la Asociación Argentina y las disidentes Federación Argentina y Asociación Amateurs, lo hacían como invitados y no participaban del torneo oficial regular de Primera División.

### Era profesional

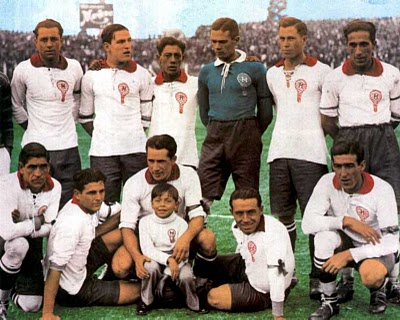
Huracán logró cuatro campeonatos en la década de 1920: su mejor serie.

#### Las primeras décadas

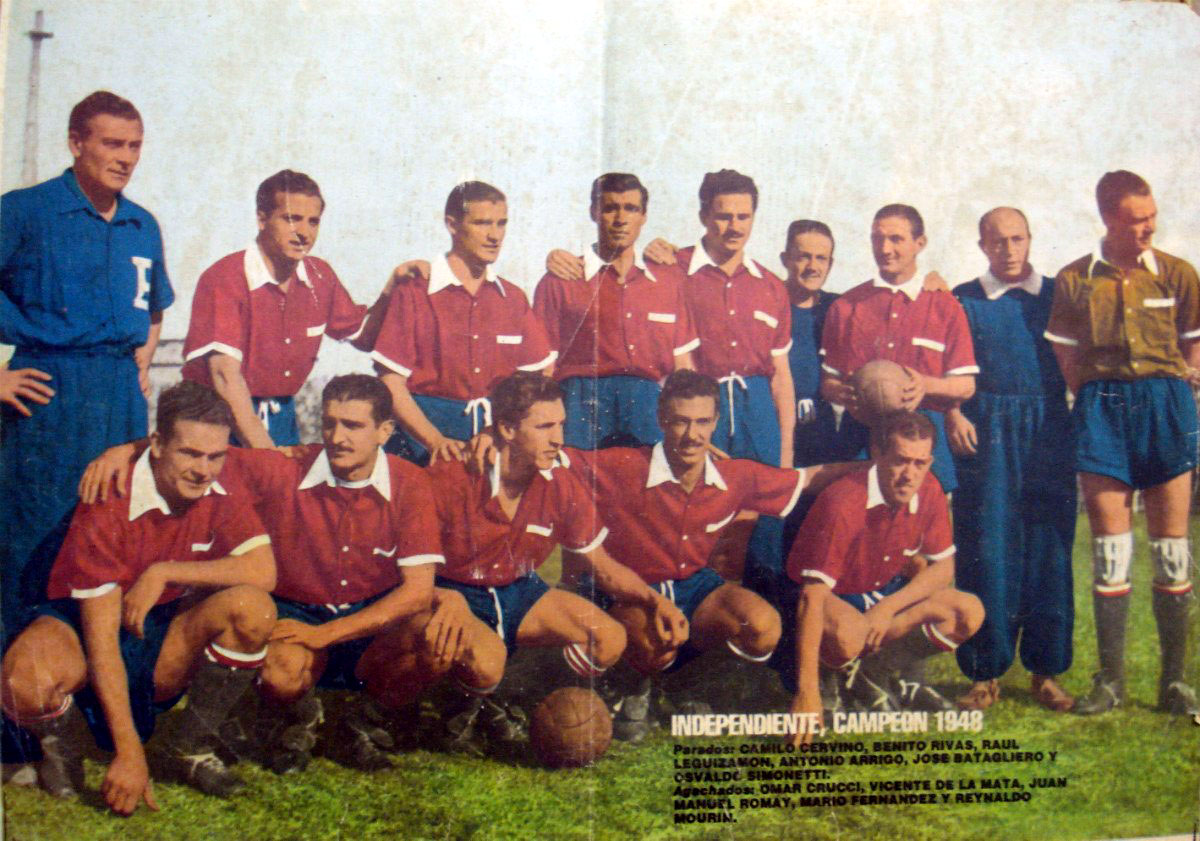
Formación de Independiente cuando obtuvo el Campeonato de 1948.

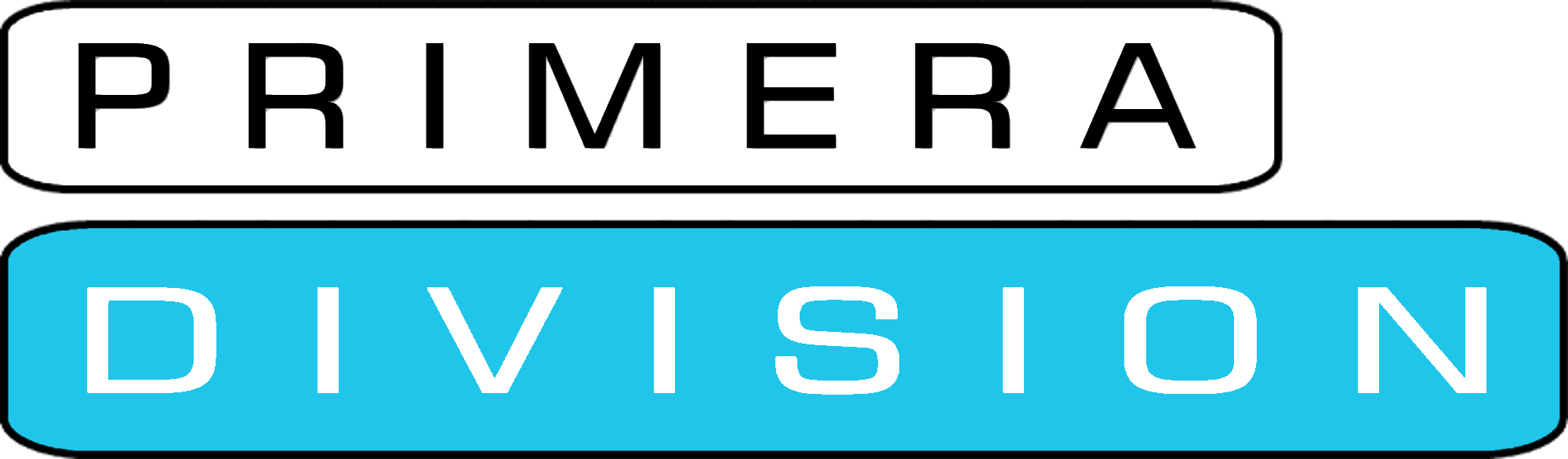
Logo de la Primera División Argentina de Fútbol.

A fines de los años 1920 la situación que vivían los torneos había desbordado a sus organizadores. Entre otros hechos la participación de hasta 36 equipos, hacía que los certámenes siguieran durante la época estival y concluyeran entrado el año siguiente, con el consecuente desinterés de los aficionados.
El 10 de abril de 1931 los futbolistas decidieron comenzar una huelga con el fin de que se reconociera su condición de profesionales y se regularizaran los intercambios de jugadores entre equipos. Querían conseguir la libertad de contratación, ya que había un pacto entre los clubes para no fichar un futbolista sin consentimiento del club de origen, y blanquear su situación, ya que si bien muchos cobraban por jugar, no había reglas claras.
Se decidió entonces realizar una reunión entre todos los clubes existentes en la Asociación Amateurs Argentina de Football, para encontrar una solución. El representante de Racing Club propuso crear una rama profesional con los equipos de mayor convocatoria de Buenos Aires, su conurbano, La Plata y Rosario. Muchos no aceptaron la propuesta, ya que consideraron que la solución al conflicto debería ser para todos y no solo para un sector. Esto trajo como consecuencia una fractura, producida el 18 de mayo de 1931: 18 clubes, entre ellos los de mayor convocatoria, decidieron retirarse de esa Asociación, que era la entidad oficial. Atlanta, Argentinos Juniors, Boca Juniors, Chacarita Juniors, Estudiantes de La Plata, Ferro Carril Oeste, Gimnasia y Esgrima La Plata, Huracán, Independiente, Lanús, Platense, Quilmes, Racing Club, River Plate, San Lorenzo de Almagro, Talleres, Tigre y Vélez Sarsfield formaron la Liga Argentina de Football, blanqueando el profesionalismo. La otra entidad tomó el nombre de Asociación Argentina de Football (Amateurs y Profesionales), hasta que el 3 de noviembre de 1934 se fusionaron y dieron lugar a la creación de la Asociación del Football Argentino.
Con la creación de la liga profesional, los clubes del interior del país comenzaron a desear competir ellos también en el campeonato más importante, por lo cual comenzaron a afiliarse a la AFA, aunque se admitieron solamente equipos del interior de la provincia de Buenos Aires y de las ciudades de Rosario y Santa Fe, de la misma provincia, durante las décadas de 1930, 1940 y 1950, pero que no llegó a generalizarse a todo el país. Así, en 1939, Rosario Central y Newell's Old Boys, solicitaron a la Asociación del Fútbol Argentino su incorporación al campeonato regular. La AFA, luego de intensas reuniones y deliberaciones, decidió otorgarles el permiso mediante el cual ambos clubes lograron formar parte del campeonato de ese año. Posteriormente, se permitió que Unión de Santa Fe participara de la Segunda División en 1940, llegando a la máxima categoría en 1967; Central Córdoba de Rosario se afilió en 1943 a Primera B, y logró el ascenso a Primera en 1958; Colón de Santa Fe se incorporó en 1948 -para disputar la Segunda División- y llegó a Primera en 1966; y Sarmiento de la ciudad de Junín fue admitido en 1952 en Primera B, y accedió a la división de elite en 1981.

#### La federalización del fútbol argentino

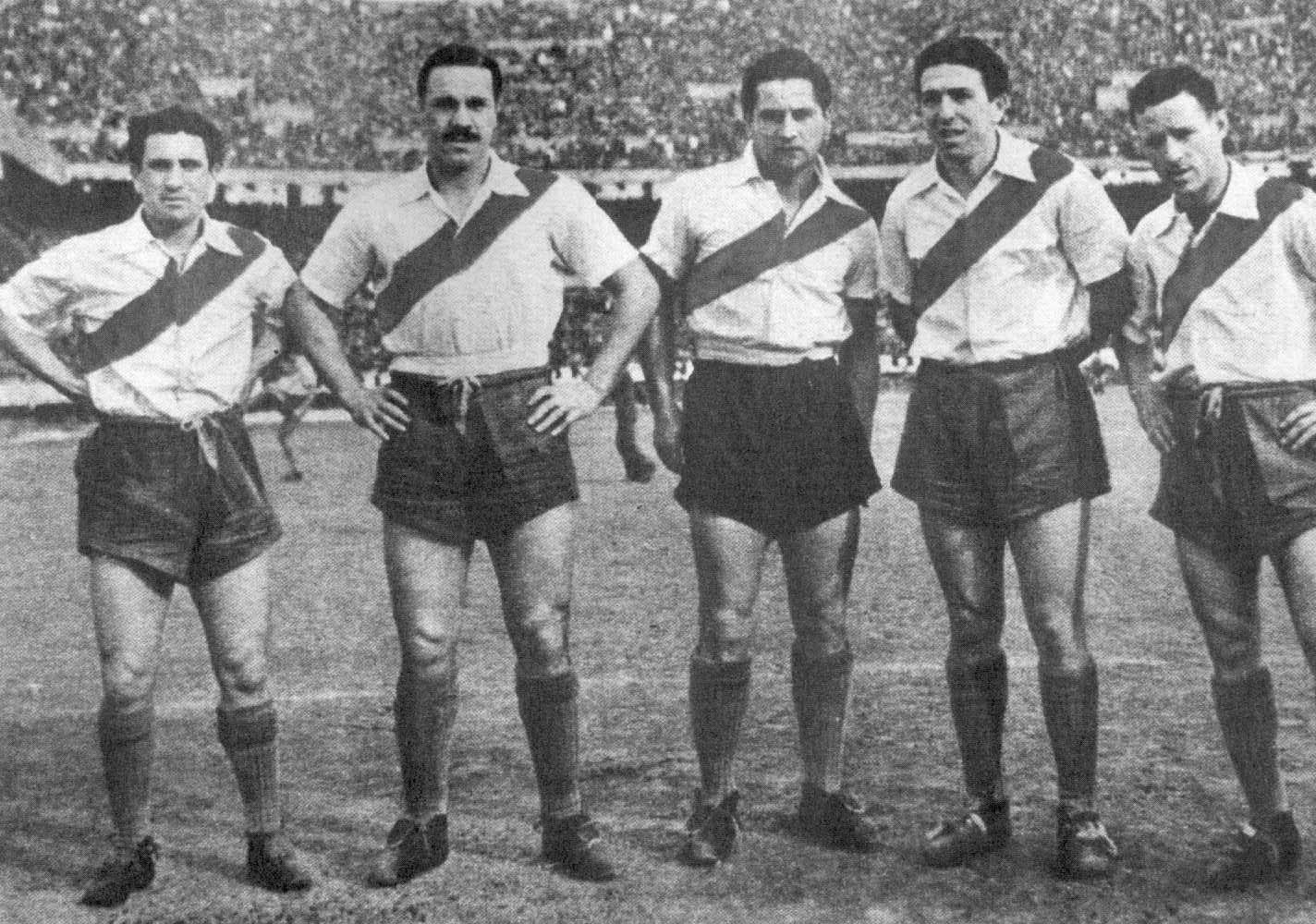
La Máquina fue una de las grandes delanteras que dio el fútbol argentino.

Hasta 1966, el campeonato se disputó -excepto en 1934 y 1936- a dos vueltas en forma anual, en un año calendario. En dicho año el interventor de AFA, Valentín Suárez, determinó un cambio en la organización de los torneos, que estaba destinado a permitir que los equipos del interior del país compitieran en un campeonato de primera federal. El campeonato regular, a partir de allí denominado Metropolitano, fue listado al mismo nivel que los organizados por las asociaciones y ligas del resto del país, disputándose en la primera parte del año y clasificando equipos, al igual que los demás campeonatos, al Nacional, estructurado por puntos a una sola rueda, en sus primeras tres ediciones, y luego como una copa, con grupos e instancias finales.
A partir de entonces, el fútbol se revolucionó, saliendo de cierta apatía que tenía en años anteriores. El cambio se evidenció en que equipos no acostumbrados al éxito desde el inicio del profesionalismo pudieron salir campeones: Estudiantes de La Plata en 1967, Vélez Sarsfield en 1968, Chacarita Juniors en 1969 y Huracán en 1973, a diferencia del período anterior en que sólo habían logrado consagrarse cinco equipos: Boca Juniors, Independiente, Racing Club, River Plate y San Lorenzo. Otro hito fue que equipos del interior lograran el campeonato: Rosario Central en 1971 y 1973, y Newell's Old Boys en 1974.

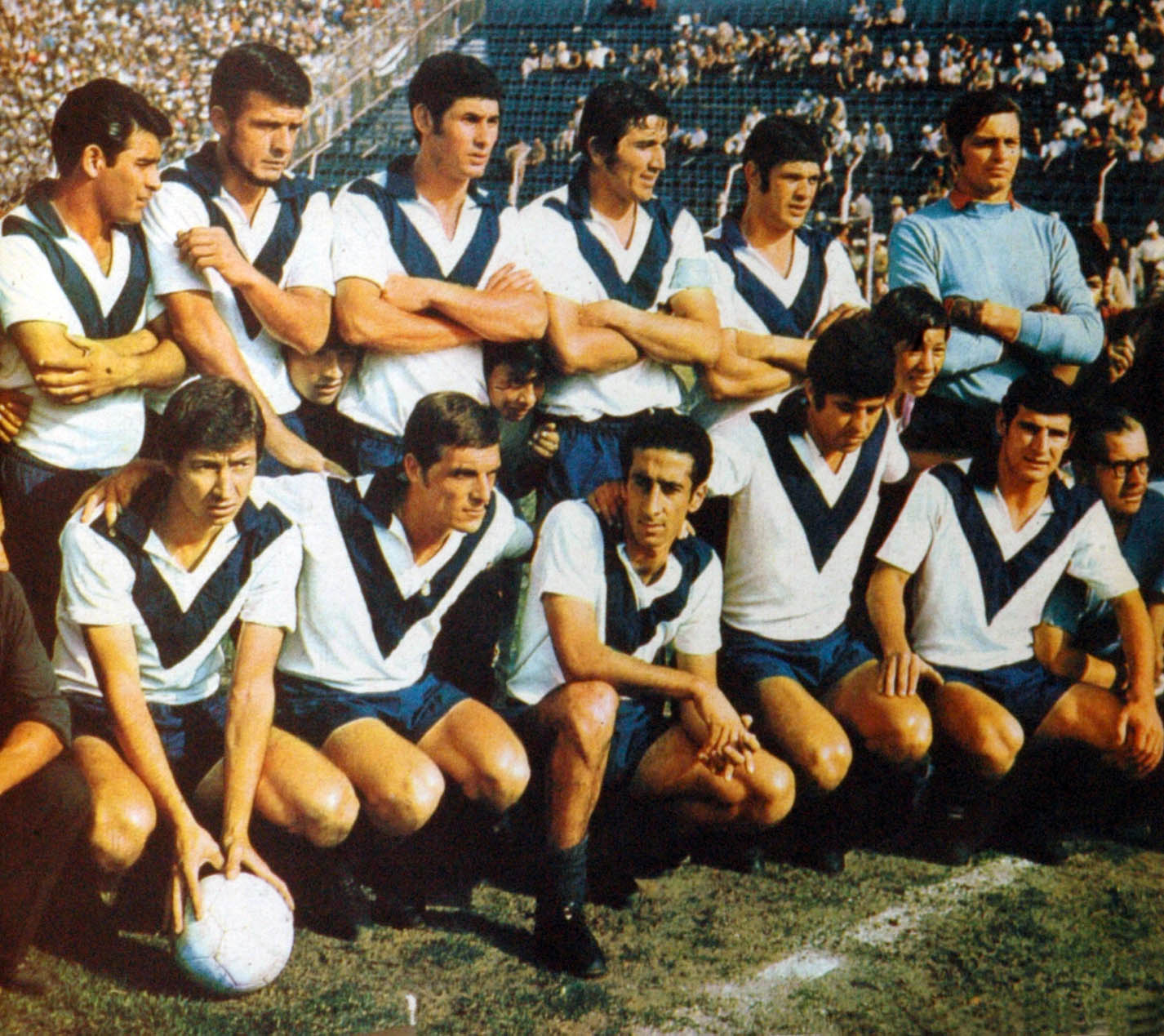
Vélez Sarsfield, campeón del Torneo Nacional 1968.

En 1980, el Torneo Metropolitano pasó a llamarse Campeonato de Primera División, aunque extraoficialmente se siguió nombrando como tal. Además a dicho certamen, se incorporó Talleres de la ciudad de Córdoba, en virtud a la Resolución 1309, promulgada el 15 de agosto de 1979. La misma establecía, de manera retroactiva, que los clubes indirectamente afiliados a la AFA que clasificaran o hubieran clasificado a la ronda final en dos de tres disputas consecutivas del Torneo Nacional, adquirirían el derecho a participar en el certamen regular. Gracias a dicha norma otros dos equipos de la mencionada ciudad fueron admitidos: Instituto en 1981 y Racing en 1982. En este último año, además, se cambió el orden de los campeonatos, pasando el Nacional a jugarse en el primer semestre y el Metropolitano, al final del año.
Por consejo del entonces director técnico de la selección nacional, Carlos Salvador Bilardo, en 1985, tras la disputa del Nacional, la estructura cambió, se eliminó dicho certamen y se volvió al torneo anual único, desde la temporada 1985-86, pero esta vez en correspondencia con el calendario europeo; es decir, en dos semestres de años sucesivos. Para mantener la posibilidad de acceder a la máxima categoría a los equipos de los clubes no afiliados directamente a la Asociación del Fútbol Argentino, se los incluyó en el sistema de ascensos y descensos, al crear el Nacional B como nueva segunda división.
A pesar de que la estructura permitió una participación cada vez mayor de equipos del interior del país (aun de ciudades medianas o pequeñas como Tres Arroyos o Rafaela), ningún equipo fuera del eje fundacional del fútbol oficial (Buenos Aires-Rosario-La Plata) ha logrado salir campeón.
En el ciclo 1990-91 las dos ruedas del certamen pasaron a ser torneos independientes, llamados respectivamente Apertura y Clausura, los cuales clasificaron dos ganadores que se enfrentaron en una final a dos partidos, alternando la localía, para determinar un único campeón. A partir del campeonato 1991-92, la final fue eliminada y cada torneo consagró al propio.

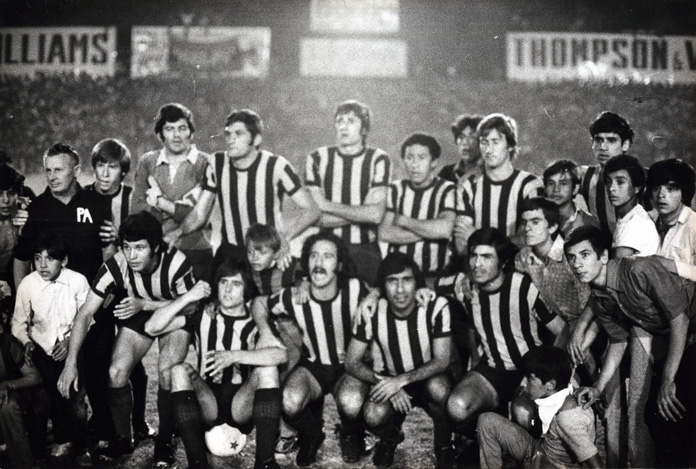
Rosario Central, campeón del Torneo Nacional 1971: primer club del interior del país en lograr una liga de Primera División.

En el campeonato 2012-13, se disputó una final, a un único partido y en cancha neutral, entre los campeones de ambas ruedas, renombradas Torneo Inicial y Torneo Final, la que consagró al campeón del campeonato, otorgándose entonces tres títulos en la temporada. Consecuentemente, en julio de 2013, la AFA reconoció la validez, como conquista oficial, de las tres copas puestas en juego en el año 1936, convirtiéndolo, retroactivamente, en el único antecedente histórico de este sistema de disputa. En la temporada 2013-14, se disputó dicha final entre los campeones de ambos torneos, pero por el trofeo Copa Campeonato de Primera División.
En el segundo cuatrimestre de 2014 se inició una reforma, destinada, en principio, a recuperar los torneos jugados en un año calendario, pero con la inclusión de un mayor número de equipos. Por ese motivo se disputó un torneo de transición, a una sola rueda y sin descensos.

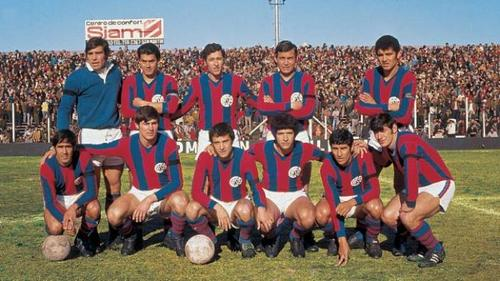
El equipo de San Lorenzo campeón del Torneo Metropolitano 1968: Los Matadores.

No obstante, a pesar de haberse decidido oficialmente que, a partir del Campeonato 2015, se cambiaría el modelo de dos torneos cortos, utilizando calendario europeo, a un solo concurso que transcurriría en el año calendario, aumentando el número de participantes a 30 equipos, en su reunión del 11 de noviembre de 2014, el Comité Ejecutivo de la Asociación propuso una revisión de lo actuado. Por ese motivo se produjo una controversia sobre el modo de disputa y el calendario de ese certamen, aunque finalmente, ante la intervención de directivos de la televisión y el gobierno, se propuso respetar lo acordado en la reunión del 3 de junio de 2014 y ratificar el modo de disputa del torneo. El concurso se realizó en una ronda de todos contra todos, con el agregado de un partido según los emparejamientos de los equipos realizados por la Asociación, basado, en la mayoría de los casos, en las rivalidades clásicas.
Posteriormente, en un nuevo cambio de rumbo, el Comité Ejecutivo de la Asociación decidió acoplar nuevamente las competiciones oficiales del fútbol argentino al calendario del hemisferio norte, con el fin de que queden coordinados los mercados de pases, además de acordarse que en las futuras temporadas se disminuya progresivamente la cantidad de participantes. Para ello, en la primera parte del año 2016 se realizó un nuevo torneo de transición, con un formato de contingencia. Los 30 equipos participantes fueron divididos en dos zonas de 15 cada una, cada uno jugó un total de 16 partidos, 14 por el sistema de todos contra todos, dentro de cada zona, más dos interzonales, partido y revancha, que disputaron los equipos agrupados por parejas, ya que cada uno integró una zona distinta. Se produjo un descenso a la segunda división por el sistema de promedios —tomando en cuenta las campañas de las últimas cuatro temporadas— y ascendió un solo equipo de la Primera B Nacional.

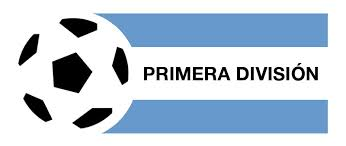
Logo antiguo de la Primera División del fútbol argentino.

En el segundo semestre de 2016 comenzó un campeonato largo similar al torneo 2015, con la diferencia que se jugó con el calendario europeo y, para ir reduciendo el número de equipos, hubo cuatro descensos y ascendieron solamente dos equipos de la Primera B Nacional. A partir de allí, se volvió a la disputa de concursos anuales, desarrollados entre el último semestre de un año y el primero del siguiente. No obstante, en la temporada 2017-18, disputada por 28 equipos, se suprimió la revancha de los «clásicos» y se mantuvo la reducción de participantes, con cuatro descensos y dos ascensos. El torneo 2018-19 se jugó sin cambios, por primera vez en mucho tiempo, con 26 equipos.
La temporada 2019-2020 la jugaron 24 equipos. A los fines de establecer los descensos, que se redujeron a tres, y la clasificación a las copas continentales, se habían agregado al torneo regular los once partidos que disputarían los equipos por la ronda clasificatoria de la Copa de la Superliga 2020, pero este proceso se vio abortado por la cancelación de ese certamen debido a la pandemia de covid-19, lo que dio lugar a una nueva reestructuración. Al mismo tiempo que se consumó la disolución de la Superliga Argentina, se decidió que el torneo volviera a la órbita de la Asociación y se creó por asamblea realizada en mayo de 2020 el órgano interno llamado Liga Profesional. Se suprimieron los descensos y quedó pendiente la clasificación de un equipo a la Copa Libertadores, que se realizó luego a través de la Copa Diego Maradona, primer certamen organizado por el flamante estamento, en el segundo semestre del año. Al mismo tiempo, se decidió volver a la disputa del campeonato regular en el año calendario, a partir de la temporada 2021.

## Equipos participantes
En la Liga Profesional 2025 participan los equipos de los siguientes treinta clubes:
| Equipo                                     | Ciudad                | Primera participación | Temporadas totales | Último retorno | Temporadas consecutivas desde último retorno | Ubicación en el Campeonato 2024 | Torneos ganados en el amateurismo | Torneos ganados en el profesionalismo | Antigüedad |
| ------------------------------------------ | --------------------- | --------------------- | ------------------ | -------------- | -------------------------------------------- | ------------------------------- | --------------------------------- | ------------------------------------- | ---------- |
| Club Atlético Aldosivi                     | Mar del Plata         | 2015                  | 8                  | 2025           | 1                                            | Primera Nacional                | No participaba                    | 0                                     | 112 años   |
| Asociación Atlética Argentinos Juniors     | Buenos Aires          | 1922                  | 82                 | 2017-18        | 8                                            | 23.º                            | 0                                 | 3                                     | 120 años   |
| Club Atlético Tucumán                      | San Miguel de Tucumán | 2009-10               | 11                 | 2016           | 10                                           | 8.º                             | No participaba                    | 0                                     | 122 años   |
| Club Atlético Banfield                     | Banfield              | 1897                  | 78                 | 2014           | 12                                           | 27.º                            | 0                                 | 1                                     | 129 años   |
| Club Atlético Barracas Central             | Buenos Aires          | 1920                  | 19                 | 2022           | 4                                            | 28.º                            | 0                                 | 0                                     | 121 años   |
| Club Atlético Belgrano                     | Córdoba               | 1991-92               | 22                 | 2023           | 3                                            | 16.º                            | No participaba                    | 0                                     | 120 años   |
| Club Atlético Boca Juniors                 | Buenos Aires          | 1913                  | 114                | -              | -                                            | 6.º                             | 6                                 | 29                                    | 120 años   |
| Club Atlético Central Córdoba              | Santiago del Estero   | 2019-20               | 6                  | -              | -                                            | 22.º                            | No participaba                    | 0                                     | 106 años   |
| Club Social y Deportivo Defensa y Justicia | Gobernador Costa      | 2014                  | 12                 | -              | -                                            | 21.º                            | No participaba                    | 0                                     | 90 años    |
| Club Deportivo Riestra                     | Buenos Aires          | 2024                  | 2                  | -              | -                                            | 17.º                            | No participaba                    | 0                                     | 94 años    |
| Club Estudiantes de La Plata               | La Plata              | 1912                  | 113                | 1995-96        | 31                                           | 12.º                            | 1                                 | 5                                     | 120 años   |
| Club de Gimnasia y Esgrima La Plata        | La Plata              | 1916                  | 100                | 2013-14        | 13                                           | 19.º                            | 1                                 | 0                                     | 138 años   |
| Club Deportivo Godoy Cruz Antonio Tomba    | Godoy Cruz            | 2006-07               | 19                 | 2008-09        | 18                                           | 15.º                            | No participaba                    | 0                                     | 104 años   |
| Club Atlético Huracán                      | Buenos Aires          | 1914                  | 100                | 2015           | 11                                           | 4.º                             | 4                                 | 1                                     | 116 años   |
| Club Atlético Independiente                | Avellaneda            | 1912                  | 114                | 2014           | 12                                           | 7.º                             | 2                                 | 14                                    | 121 años   |
| Club Sportivo Independiente Rivadavia      | Mendoza               | 2024                  | 2                  | -              | -                                            | 11.º                            | No participaba                    | 0                                     | 112 años   |
| Instituto Atlético Central Córdoba         | Córdoba               | 1981                  | 15                 | 2023           | 3                                            | 13.º                            | No participaba                    | 0                                     | 107 años   |
| Club Atlético Lanús                        | Lanús Este            | 1920                  | 85                 | 1992-93        | 34                                           | 14.º                            | 0                                 | 2                                     | 110 años   |
| Club Atlético Newell's Old Boys            | Rosario               | 1939                  | 85                 | 1964           | 63                                           | 25.º                            | No participaba                    | 6                                     | 121 años   |
| Club Atlético Platense                     | Florida               | 1913                  | 78                 | 2021           | 5                                            | 10.°                            | 0                                 | 0                                     | 120 años   |
| Racing Club                                | Avellaneda            | 1911                  | 113                | 1986-87        | 41                                           | 3.º                             | 9                                 | 9                                     | 122 años   |
| Club Atlético River Plate                  | Buenos Aires          | 1909                  | 117                | 2012-13        | 14                                           | 5.º                             | 1                                 | 37                                    | 124 años   |
| Club Atlético Rosario Central              | Rosario               | 1939                  | 81                 | 2013-14        | 13                                           | 20.º                            | No participaba                    | 4                                     | 135 años   |
| Club Atlético San Lorenzo de Almagro       | Buenos Aires          | 1915                  | 111                | 1983           | 44                                           | 24.º                            | 3                                 | 12                                    | 117 años   |
| Club Atlético San Martín                   | San Juan              | 2007-08               | 9                  | 2025           | 1                                            | Primera Nacional                | No participaba                    | 0                                     | 117 años   |
| Club Atlético Sarmiento                    | Junín                 | 1981                  | 10                 | 2021           | 5                                            | 26.°                            | No participaba                    | 0                                     | 114 años   |
| Club Atlético Talleres                     | Córdoba               | 1980                  | 30                 | 2016-17        | 9                                            | 2.º                             | No participaba                    | 0                                     | 111 años   |
| Club Atlético Tigre                        | Victoria              | 1913                  | 59                 | 2022           | 4                                            | 18.º                            | 0                                 | 0                                     | 123 años   |
| Club Atlético Unión                        | Santa Fe              | 1967                  | 40                 | 2015           | 11                                           | 9.º                             | No participaba                    | 0                                     | 118 años   |
| Club Atlético Vélez Sarsfield              | Buenos Aires          | 1919                  | 105                | 1944           | 83                                           | Campeón                         | 0                                 | 11                                    | 115 años   |

| 1. 2. 3. 4. 5. 6. 7. 8. 9. 10. |

## Sistema de disputa

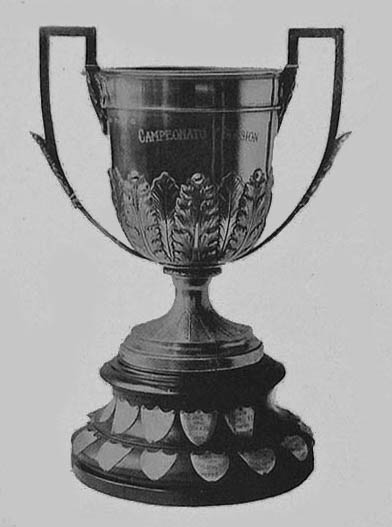
La Copa Campeonato fue el primer trofeo instituido por la AFA, reinstaurado en la temporada 2012-13 para el ganador de las superfinales que se jugaron en esa y la siguiente.

Cada fase del campeonato será un torneo independiente, llamados respectivamente Apertura y Clausura, y consagrarán a su propio campeón. Ambos torneos tendrán el mismo formato, con la diferencia de que las localías en el Clausura se invertirán respecto del Apertura.
En cada torneo, los equipos se dividirán en dos grupos de quince integrantes cada uno, donde jugarán una ronda por el sistema de todos contra todos, más un clásico o emparejamiento por fecha y una fecha especial de interzonales. Los ocho primeros de cada una clasificarán a los octavos de final. La fase final se desarrollará en cuatro rondas de eliminación directa, a partido único. En las tres primeras instancias, se jugará en sede del mejor ubicado y, de haber empate en el resultado final, se definirá con tiros desde el punto penal. La final se jugará en sede neutral y habrá un tiempo suplementario previo en caso de empate.

## Descensos y ascensos
El descenso de equipos a la segunda división, llamada actualmente Primera Nacional, se realizó de diferentes maneras, según la época. En la temporada 2025 habrá un método mixto que incluye un descenso por el sistema de promedios y otro por la suma de los resultados; en ambos casos, incluyendo tanto el Torneo Apertura como el Torneo Clausura. 
Los equipos descendidos son reemplazados por los provenientes del torneo de segunda división, en un número variable, lo que hizo que la cantidad de participantes aumentara, se mantuviera o disminuyera en las temporadas subsiguientes. En ocasiones ha ocurrido que se suspendan los descensos, como sucedió a raíz de la situación creada por la pandemia de covid-19, cuando se decidió la suspensión para las temporadas 2019-20 y 2021. No obstante, después de varias idas y vueltas, finalmente se decidió mantener el número de participantes en veintiocho equipos.
El promedio es el cociente entre los puntos logrados en las últimas tres temporadas y los partidos disputados en el mismo lapso. El sistema fue reimplantado en el año 1983, luego de que se usara por primera vez entre 1957 y 1966. Algunas voces críticas de esta decisión, afirman que se hizo para disminuir la posibilidad de que descienda alguno de los llamados equipos grandes, luego de que San Lorenzo perdiera la categoría en 1981. Sin embargo, con dicho sistema también descendieron otros tres grandes: Racing Club, en el año de la reimplantación; River Plate, en la temporada 2010-11, tras perder la promoción ante Belgrano (C); e Independiente, en la temporada 2012-13. Además, Racing y San Lorenzo han tenido que jugar para conservar su lugar en la máxima categoría en las temporadas 2007-08 y 2011-12, respectivamente, disputando los partidos de promoción.
Este sistema ha despertado diversas controversias. Como aspectos negativos cabe destacar tres: 1) que su implementación estuvo destinada en principio a evitar el descenso de los equipos mencionados, 2) que condena a los planteles que descienden a remontar las malas campañas de temporadas anteriores, y 3) que obliga a los equipos recién ascendidos a realizar una muy buena cosecha de puntos, haciéndolos luchar por no descender desde el comienzo mismo de la temporada, ya que de otra manera verían comprometida su permanencia. Como aspecto positivo, sin embargo, puede también señalarse de este sistema que muchos equipos de los denominados chicos, incluso también del interior, con presupuestos más limitados y planteles menos numerosos que los equipos grandes, puedan afrontar competiciones internacionales como la Copa Sudamericana y la Copa Libertadores, al mismo tiempo que el torneo local, sin tener que preocuparse por un bajo rendimiento en la temporada de Primera División, ni asumir el claro riesgo de caer a los últimos lugares en la tabla de posiciones, por participar de competencias simultáneas.

## Los clásicos
Se denomina «clásico» al partido que enfrenta a dos equipos cuya rivalidad lleva un largo tiempo, principalmente por encontrarse en barrios, localidades o zonas geográficas cercanas o compartidas. A continuación se listan los de mayor trayectoria, ordenados de acuerdo con la cantidad de partidos oficiales jugados en el marco de la Primera División.
- El Superclásico, entre Boca Juniors y River Plate: 215 partidos (9 en la era amateur y 206 en la era profesional).
- El clásico de Avellaneda, entre Independiente y Racing Club: 215 partidos (18 en la era amateur y 197 en la era profesional).
- El clásico rosarino, entre Newell's Old Boys y Rosario Central: 177 partidos (todos en la era profesional).
- El clásico platense, entre Estudiantes de La Plata y Gimnasia y Esgrima La Plata: 175 partidos (10 en la era amateur y 165 en la era profesional).
- El clásico Huracán-San Lorenzo, 175 partidos (7 en la era amateur y 168 en la era profesional).
- El clásico del Oeste, entre Ferro Carril Oeste y Vélez Sarsfield: 150 partidos (14 en la era amateur y 136 en la era profesional).
- El clásico de Villa Crespo, entre Atlanta y Chacarita Juniors: 97 partidos (3 en la era amateur y 94 en la era profesional).[21]
- El clásico del Sur, entre Lanús y Banfield: 97 partidos (14 en la era amateur y 83 en la era profesional).
- El clásico de la Zona Norte, entre Platense y Tigre: 60 partidos (19 en la era amateur y 41 en la era profesional).
- El clásico santafesino, entre Colón y Unión: 58 partidos (todos en la era profesional).
- El clásico cordobés, entre Belgrano y Talleres: 24 partidos (todos en la era profesional).

También se llaman «clásicos» a todos los partidos que enfrentan entre sí a los denominados «cinco grandes», más allá del Superclásico y del clásico de Avellaneda.

## Estadísticas generales

### Campeones en el amateurismo
Listados según la página web de la Asociación del Fútbol Argentino.
Los torneos de Primera División de la era amateur estuvieron limitados a la participación de clubes de la ciudad de Buenos Aires, el conurbano bonaerense y La Plata. De manera excepcional, participaron clubes de otras regiones: Rosario Athletic, en 1894; Lobos Athletic, en 1894, 1898 y 1899; y Reformer, de Campana, de 1905 a 1909.
Entre las asociaciones oficiales y las disidentes, se disputaron 43 temporadas, con un total de 54 campeonatos, todos ellos reconocidos por la AFA. Se consagraron 18 clubes distintos como campeones. Los más exitosos de esta etapa son: Alumni, que obtuvo 10 títulos entre 1900 y 1911; Racing Club, que ganó 9 campeonatos entre 1913 y 1925; Lomas Athletic, con 6 títulos entre 1893 y 1898; Boca Juniors, también con 6 conquistas entre 1919 y 1930; y Huracán, con 4 títulos entre 1921 y 1928.
| Temporada   | Torneo           | N.º de equipos | Campeón                                    | Subcampeón                                 | Tercero                      |
| ----------- | ---------------- | -------------- | ------------------------------------------ | ------------------------------------------ | ---------------------------- |
| 1891        | Primera División | 5              | Saint Andrew's (13) y Old Caledonians (13) | Saint Andrew's (13) y Old Caledonians (13) | BA&R Railway (7)             |
| 1893        | Primera División | 5              | Lomas Athletic (15)                        | Flores Athletic (10)                       | Quilmes Club (9)             |
| 1894        | Primera División | 6              | Lomas Athletic (18)                        | Rosario Athletic (14)                      | Flores Athletic (12)         |
| 1895        | Primera División | 6              | Lomas Athletic (18)                        | Lomas Academy (13)                         | Flores Athletic (12)         |
| 1896        | Primera División | 5              | Lomas Academy (12)                         | Flores Athletic (10)                       | Lomas Athletic (9)           |
| 1897        | Primera División | 7              | Lomas Athletic (20)                        | Lanús Athletic (20)                        | Belgrano Athletic (19)       |
| 1898        | Primera División | 7              | Lomas Athletic (20)                        | Lobos Athletic (20)                        | Belgrano Athletic (17)       |
| 1899        | Primera División | 4              | Belgrano Athletic (11)                     | Lobos Athletic (9)                         | Lomas Athletic (3)           |
| 1900        | Primera División | 4              | English High School (11)                   | Lomas Athletic (5)                         | Belgrano Athletic (4)        |
| 1901        | Primera División | 4              | Alumni (12)                                | Belgrano Athletic (6)                      | Quilmes (4)                  |
| 1902        | Primera División | 5              | Alumni (15)                                | Barracas Athletic (10)                     | Quilmes (7)                  |
| 1903        | Primera División | 6              | Alumni (18)                                | Belgrano Athletic (15)                     | Barracas Athletic (11)       |
| 1904        | Primera División | 6              | Belgrano Athletic (19)                     | Alumni (13)                                | Lomas Athletic (11)          |
| 1905        | Primera División | 7              | Alumni (21)                                | Belgrano Athletic (18)                     | Estudiantes (17)             |
| 1906        | Primera División | 11             | Alumni                                     | Lomas Athletic                             | No se definió                |
| 1907        | Primera División | 11             | Alumni (37)                                | Estudiantes (31)                           | San Isidro (25)              |
| 1908        | Primera División | 10             | Belgrano Athletic (31)                     | Alumni (27)                                | Argentino de Quilmes (25)    |
| 1909        | Primera División | 10             | Alumni (32)                                | River Plate (24)                           | Quilmes (20)                 |
| 1910        | Primera División | 9              | Alumni (25)                                | Porteño (21)                               | Belgrano Athletic (19)       |
| 1911        | Primera División | 9              | Alumni (23)                                | Porteño (23)                               | San Isidro (18)              |
| 1912 (AAF)  | Primera División | 6              | Quilmes (15)                               | San Isidro (11)                            | Racing Club (10)             |
| 1912 (FAF)  | Primera División | 8              | Porteño (20)                               | Independiente (20)                         | Estudiantes de La Plata (19) |
| 1913 (AAF)  | Primera División | 15             | Racing Club                                | San Isidro                                 | River Plate                  |
| 1913 (FAF)  | Primera División | 10             | Estudiantes de La Plata (31)               | GEBA (28)                                  | Argentino de Quilmes (27)    |
| 1914 (AAF)  | Primera División | 13             | Racing Club (23)                           | Estudiantes (21)                           | Boca Juniors (15)            |
| 1914 (FAF)  | Primera División | 8              | Porteño (24)                               | Estudiantes de La Plata (21)               | Independiente (19)           |
| 1915        | Primera División | 25             | Racing Club (46)                           | San Isidro (46)                            | River Plate (38)             |
| 1916        | Primera División | 22             | Racing Club (34)                           | Platense (30)                              | River Plate (29)             |
| 1917        | Primera División | 21             | Racing Club (35)                           | River Plate (30)                           | Huracán (28)                 |
| 1918        | Primera División | 20             | Racing Club (36)                           | River Plate (25)                           | Boca Juniors (24)            |
| 1919 (AAF)  | Primera División | 19             | Boca Juniors (14)                          | Estudiantes de La Plata (7)                | Huracán (4)                  |
| 1919 (AAmF) | Primera División | 14             | Racing Club (26)                           | Vélez Sarsfield (20)                       | River Plate (16)             |
| 1920 (AAF)  | Primera División | 13             | Boca Juniors (43)                          | Banfield (31) y Huracán (31)               | Banfield (31) y Huracán (31) |
| 1920 (AAmF) | Primera División | 19             | River Plate (56)                           | Racing Club (54)                           | San Lorenzo (46)             |
| 1921 (AAF)  | Primera División | 11             | Huracán (31)                               | Del Plata (28)                             | Boca Juniors (25)            |
| 1921 (AAmF) | Primera División | 21             | Racing Club (66)                           | River Plate (54)                           | Independiente (53)           |
| 1922 (AAF)  | Primera División | 17             | Huracán (28)                               | Sportivo Palermo (25)                      | Boca Juniors (22)            |
| 1922 (AAmF) | Primera División | 21             | Independiente (65)                         | River Plate (61)                           | San Lorenzo (60)             |
| 1923 (AAF)  | Primera División | 23             | Boca Juniors (51)                          | Huracán (51)                               | Sportivo Barracas (40)       |
| 1923 (AAmF) | Primera División | 21             | San Lorenzo (35)                           | Independiente (32)                         | River Plate (31)             |
| 1924 (AAF)  | Primera División | 22             | Boca Juniors (37)                          | Temperley (32)                             | Dock Sud (29)                |
| 1924 (AAmF) | Primera División | 24             | San Lorenzo (39)                           | Gimnasia y Esgrima La Plata (37)           | Independiente (36)           |
| 1925 (AAF)  | Primera División | 23             | Huracán (38)                               | Nueva Chicago (38)                         | El Porvenir (32)             |
| 1925 (AAmF) | Primera División | 25             | Racing Club (39)                           | San Lorenzo (36)                           | Almagro (32)                 |
| 1926 (AAF)  | Primera División | 18             | Boca Juniors (32)                          | Argentinos Juniors (28)                    | Huracán (24)                 |
| 1926 (AAmF) | Primera División | 26             | Independiente (46)                         | San Lorenzo (45)                           | Platense (37)                |
| 1927        | Primera División | 34             | San Lorenzo (57)                           | Boca Juniors (56)                          | Lanús (50)                   |
| 1928        | Primera División | 36             | Huracán (58)                               | Boca Juniors (57)                          | Estudiantes de La Plata (53) |
| 1929        | Primera División | 35             | Gimnasia y Esgrima La Plata                | Boca Juniors                               | River Plate                  |
| 1930        | Primera División | 36             | Boca Juniors (61)                          | Estudiantes de La Plata (56)               | River Plate (52)             |
| 1931 (AFAP) | Primera División | 16             | Estudiantil Porteño (26)                   | Almagro (26)                               | Sportivo Buenos Aires (22)   |
| 1932 (AFAP) | Primera División | 17             | Sportivo Barracas (47)                     | Barracas Central (42)                      | Colegiales (42)              |
| 1933 (AFAP) | Primera División | 20             | Dock Sud (29)                              | Nueva Chicago (28)                         | Banfield (27)                |
| 1934 (AFAP) | Primera División | 23             | Estudiantil Porteño (36)                   | Banfield (33)                              | Defensores de Belgrano (32)  |

1. 1 2 3 4 5 6 7 8 9 10 11  Asociación disidente.

#### Resumen estadístico
| Palmarés era amateur        |         |            |
| Equipo                      | Campeón | Subcampeón |
| Alumni                      | 10      | 2          |
| Racing Club                 | 9       | 1          |
| Boca Juniors                | 6       | 3          |
| Lomas Athletic              | 5       | 2          |
| Huracán                     | 4       | 2          |
| Belgrano Athletic           | 3       | 3          |
| San Lorenzo                 | 3       | 2          |
| Independiente               | 2       | 2          |
| Porteño                     | 2       | 2          |
| Estudiantil Porteño         | 2       | 0          |
| River Plate                 | 1       | 5          |
| Estudiantes de La Plata     | 1       | 3          |
| Gimnasia y Esgrima La Plata | 1       | 1          |
| Lomas Academy               | 1       | 1          |
| Quilmes                     | 1       | 0          |
| Sportivo Barracas           | 1       | 0          |
| Sportivo Dock Sud           | 1       | 0          |
| Old Caledonians             | 1       | 0          |
| Saint Andrew´s              | 1       | 0          |
| San Isidro                  | 0       | 3          |
| Flores Athletic             | 0       | 2          |
| Banfield                    | 0       | 2          |
| Estudiantes                 | 0       | 2          |
| Lobos Athletic              | 0       | 2          |
| Nueva Chicago               | 0       | 2          |
| Almagro                     | 0       | 1          |
| Barracas Athletic           | 0       | 1          |
| Platense                    | 0       | 1          |
| Argentinos Juniors          | 0       | 1          |
| Barracas Central            | 0       | 1          |
| Del Plata                   | 0       | 1          |
| GEBA                        | 0       | 1          |
| Lanús Athletic              | 0       | 1          |
| Rosario Athletic            | 0       | 1          |
| Sportivo Palermo            | 0       | 1          |
| Temperley                   | 0       | 1          |
| Vélez Sarsfield             | 0       | 1          |

### Campeones en el profesionalismo
Listados según la página web de la Asociación del Fútbol Argentino.
Hasta la creación del Torneo Nacional, en 1967, los torneos de Primera División de la era profesional, aunque son considerados de carácter nacional, estuvieron limitados a la participación de clubes de la ciudad de Buenos Aires, el conurbano bonaerense y La Plata, con la incorporación de equipos rosarinos, santafesinos y del interior de la provincia de Buenos Aires, a partir de 1939. Esta limitación estuvo vigente en los campeonatos metropolitanos hasta que la Resolución 1.309, promulgada el 15 de agosto de 1979, permitió una participación limitada en dichos torneos, a partir de 1980, de aquellos clubes indirectamente afiliados a la AFA que clasificaran o hubieran clasificado a la ronda final en dos de tres torneos nacionales consecutivos. Finalmente, a partir de la temporada 1985-86, se eliminó el Torneo Nacional y se estableció un sistema de ascensos y descensos para que los clubes indirectamente afiliados llegaran a la máxima categoría, a través de la nueva segunda división, el Torneo Nacional B.
En esta etapa se llevan disputados 96 temporadas, con un total de 140 torneos. De los 18 clubes consagrados como campeones, los más exitosos son: River Plate, que obtuvo 37 títulos; Boca Juniors, que ganó 29 campeonatos; Independiente, con 14 consagraciones; San Lorenzo, con 12 conquistas; Vélez Sarsfield, con 11 logros; Racing Club, con 9 torneos; Newell's Old Boys, con 6 títulos; Estudiantes de La Plata, con 5 conquistas; y Rosario Central, con 4 torneos.

#### Campeonato de Primera División
Entre los años 1931 y 1966 se disputó un solo torneo por año calendario, por el sistema de todos contra todos, en dos ruedas de partido y revancha. Las excepciones fueron el Campeonato 1934, que se jugó en tres rondas, y el de 1936, cuando se otorgaron tres títulos consecutivos: en la primera rueda se disputó la Copa de Honor, mientras que en la segunda se puso en juego la Copa Campeonato. Luego, los ganadores de ambas se enfrentaron por la Copa de Oro, cada una con su propio campeón.
| Temporada  | Torneo           | N.º de equipos | Campeón            | Subcampeón                      | Tercero                          |
| ---------- | ---------------- | -------------- | ------------------ | ------------------------------- | -------------------------------- |
| 1931 (LAF) | Primera División | 18             | Boca Juniors (50)  | San Lorenzo (45)                | Estudiantes de La Plata (44)     |
| 1932 (LAF) | Primera División | 18             | River Plate (50)   | Independiente (50)              | Racing Club (49)                 |
| 1933 (LAF) | Primera División | 18             | San Lorenzo (50)   | Boca Juniors (49)               | Racing Club (48)                 |
| 1934 (LAF) | Primera División | 14             | Boca Juniors (55)  | Independiente (54)              | San Lorenzo (51)                 |
| 1935       | Primera División | 18             | Boca Juniors (58)  | Independiente (55)              | San Lorenzo (49)                 |
| 1936       | Copa de Honor    | 18             | San Lorenzo (28)   | Huracán (25)                    | Boca Juniors (24)                |
| 1936       | Copa Campeonato  | 18             | River Plate (28)   | San Lorenzo (24)                | Racing Club (23)                 |
| 1936       | Copa de Oro      | 18             | River Plate        | San Lorenzo                     |                                  |
| 1937       | Primera División | 18             | River Plate (58)   | Independiente (52)              | Boca Juniors (45)                |
| 1938       | Primera División | 17             | Independiente (53) | River Plate (51)                | San Lorenzo (43)                 |
| 1939       | Primera División | 18             | Independiente (56) | River Plate (50) y Huracán (50) | River Plate (50) y Huracán (50)  |
| 1940       | Primera División | 18             | Boca Juniors (55)  | Independiente (47)              | River Plate (42)                 |
| 1941       | Primera División | 16             | River Plate (44)   | San Lorenzo (40)                | Newell's Old Boys (38)           |
| 1942       | Primera División | 16             | River Plate (46)   | San Lorenzo (40)                | Huracán (37)                     |
| 1943       | Primera División | 16             | Boca Juniors (45)  | River Plate (44)                | San Lorenzo (35)                 |
| 1944       | Primera División | 16             | Boca Juniors (46)  | River Plate (44)                | Estudiantes de La Plata (39)     |
| 1945       | Primera División | 16             | River Plate (46)   | Boca Juniors (42)               | Independiente (41)               |
| 1946       | Primera División | 16             | San Lorenzo (46)   | Boca Juniors (42)               | River Plate (41)                 |
| 1947       | Primera División | 16             | River Plate (48)   | Boca Juniors (42)               | Independiente (41)               |
| 1948       | Primera División | 16             | Independiente (41) | River Plate (37)                | Estudiantes de La Plata (36)     |
| 1949       | Primera División | 18             | Racing Club (49)   | River Plate (43)                | Platense (43)                    |
| 1950       | Primera División | 18             | Racing Club (47)   | Boca Juniors (39)               | Independiente (39)               |
| 1951       | Primera División | 17             | Racing Club (44)   | Banfield (44)                   | River Plate (43)                 |
| 1952       | Primera División | 16             | River Plate (40)   | Racing Club (39)                | Independiente (35)               |
| 1953       | Primera División | 16             | River Plate (43)   | Vélez Sarsfield (39)            | Racing Club (39)                 |
| 1954       | Primera División | 16             | Boca Juniors (45)  | Independiente (41)              | River Plate (38)                 |
| 1955       | Primera División | 16             | River Plate (45)   | Racing Club (38)                | Boca Juniors (37)                |
| 1956       | Primera División | 16             | River Plate (43)   | Lanús (41)                      | Boca Juniors (40)                |
| 1957       | Primera División | 16             | River Plate (46)   | San Lorenzo (38)                | Racing Club (36)                 |
| 1958       | Primera División | 16             | Racing Club (41)   | Boca Juniors (38)               | San Lorenzo (38)                 |
| 1959       | Primera División | 16             | San Lorenzo (45)   | Racing Club (38)                | Independiente (33)               |
| 1960       | Primera División | 16             | Independiente (41) | River Plate (39)                | Argentinos Juniors (39)          |
| 1961       | Primera División | 16             | Racing Club (47)   | San Lorenzo (40)                | River Plate (38)                 |
| 1962       | Primera División | 15             | Boca Juniors (43)  | River Plate (41)                | Gimnasia y Esgrima La Plata (38) |
| 1963       | Primera División | 14             | Independiente (37) | River Plate (35)                | Racing Club (30)                 |
| 1964       | Primera División | 16             | Boca Juniors (44)  | Independiente (38)              | River Plate (37)                 |
| 1965       | Primera División | 18             | Boca Juniors (50)  | River Plate (49)                | Vélez Sarsfield (40)             |
| 1966       | Primera División | 20             | Racing Club (61)   | River Plate (56)                | Boca Juniors (48)                |

1. 1 2 3 4  Asociación disidente.

#### Torneos Metropolitano y Nacional
Entre 1967 y 1985 se cambió el sistema de los campeonatos disputándose dos concursos por temporada. Uno era el torneo regular, llamado Metropolitano -el que a partir de 1980 pasó a llamarse oficialmente Campeonato de Primera División- reservado inicialmente para los clubes directamente afiliados; y el otro un torneo extra, el Nacional, donde también participaban los equipos de los clubes indirectamente afiliados, que clasificaban mediante el Torneo Regional o las plazas fijas otorgadas a algunas ligas regionales.
No obstante, desde 1980, Talleres (C), Instituto y Racing (C), fueron incorporados al Metropolitano en virtud de la Resolución 1309, que establecía la participación en el certamen regular de aquellos equipos indirectamente afiliados que llegaran a las instancias decisivas del Torneo Nacional en dos de tres temporadas sucesivas.
| Temporada | Torneo           | N.º de equipos | Campeón                      | Subcampeón                   | Tercero                      |
| --------- | ---------------- | -------------- | ---------------------------- | ---------------------------- | ---------------------------- |
| 1967      | Metropolitano    | 22             | Estudiantes de La Plata      | Racing Club                  |                              |
| 1967      | Nacional         | 16             | Independiente (26)           | Estudiantes de La Plata (24) | Vélez Sarsfield (20)         |
| 1968      | Metropolitano    | 22             | San Lorenzo                  | Estudiantes de La Plata      |                              |
| 1968      | Nacional         | 16             | Vélez Sarsfield (22)         | River Plate (22)             | Racing Club (22)             |
| 1969      | Metropolitano    | 22             | Chacarita Juniors            | River Plate                  |                              |
| 1969      | Nacional         | 18             | Boca Juniors (29)            | River Plate (27)             | San Lorenzo (27)             |
| 1970      | Metropolitano    | 21             | Independiente (27)           | River Plate (27)             | San Lorenzo (25)             |
| 1970      | Nacional         | 20             | Boca Juniors                 | Rosario Central              |                              |
| 1971      | Metropolitano    | 19             | Independiente (50)           | Vélez Sarsfield (49)         | Chacarita Juniors (46)       |
| 1971      | Nacional         | 28             | Rosario Central              | San Lorenzo                  |                              |
| 1972      | Metropolitano    | 18             | San Lorenzo (49)             | Racing Club (43)             | Huracán (40)                 |
| 1972      | Nacional         | 26             | San Lorenzo                  | River Plate                  |                              |
| 1973      | Metropolitano    | 17             | Huracán (46)                 | Boca Juniors (42)            | San Lorenzo (40)             |
| 1973      | Nacional         | 30             | Rosario Central (5)          | River Plate (3)              | Atlanta y San Lorenzo (2)    |
| 1974      | Metropolitano    | 18             | Newell's Old Boys (5)        | Rosario Central (3)          | Boca Juniors (2)             |
| 1974      | Nacional         | 36             | San Lorenzo (11)             | Rosario Central (10)         | Vélez Sarsfield (8)          |
| 1975      | Metropolitano    | 20             | River Plate (55)             | Huracán (51)                 | Boca Juniors (50)            |
| 1975      | Nacional         | 32             | River Plate (12)             | Estudiantes de La Plata (11) | San Lorenzo (9)              |
| 1976      | Metropolitano    | 22             | Boca Juniors (19)            | Huracán (16)                 | Estudiantes de La Plata (14) |
| 1976      | Nacional         | 34             | Boca Juniors                 | River Plate                  |                              |
| 1977      | Metropolitano    | 23             | River Plate (63)             | Independiente (61)           | Vélez Sarsfield (56)         |
| 1977      | Nacional         | 32             | Independiente                | Talleres (C)                 |                              |
| 1978      | Metropolitano    | 21             | Quilmes (54)                 | Boca Juniors (53)            | Unión (SF) (52)              |
| 1978      | Nacional         | 32             | Independiente                | River Plate                  |                              |
| 1979      | Metropolitano    | 20             | River Plate                  | Vélez Sarsfield              |                              |
| 1979      | Nacional         | 28             | River Plate                  | Unión (SF)                   |                              |
| 1980      | Primera División | 19             | River Plate (51)             | Argentinos Juniors (42)      | Talleres (C) (41)            |
| 1980      | Nacional         | 28             | Rosario Central              | Racing (C)                   |                              |
| 1981      | Primera División | 18             | Boca Juniors (50)            | Ferro Carril Oeste (49)      | Newell's Old Boys (39)       |
| 1981      | Nacional         | 28             | River Plate                  | Ferro Carril Oeste           |                              |
| 1982      | Nacional         | 32             | Ferro Carril Oeste           | Quilmes                      |                              |
| 1982      | Primera División | 19             | Estudiantes de La Plata (54) | Independiente (52)           | Boca Juniors (48)            |
| 1983      | Nacional         | 32             | Estudiantes de La Plata      | Independiente                |                              |
| 1983      | Primera División | 19             | Independiente (48)           | San Lorenzo (47)             | Ferro Carril Oeste (46)      |
| 1984      | Nacional         | 32             | Ferro Carril Oeste           | River Plate                  |                              |
| 1984      | Primera División | 19             | Argentinos Juniors (51)      | Ferro Carril Oeste (50)      | Estudiantes de La Plata (48) |
| 1985      | Nacional         | 32             | Argentinos Juniors           | Vélez Sarsfield              |                              |

#### Campeonato de Primera División
A partir de la temporada 1985-86, con la creación de la Primera B Nacional, se cambió el sistema, volviéndose a disputar un certamen por temporada, con calendario europeo. Los equipos de los clubes indirectamente afiliados a la AFA, comenzaron a disputar regularmente los campeonatos de la máxima categoría, en una estructura de ascensos y descensos.
| Temporada | Torneo           | N.º de equipos | Campeón                | Subcampeón             | Tercero                |
| --------- | ---------------- | -------------- | ---------------------- | ---------------------- | ---------------------- |
| 1985-86   | Primera División | 19             | River Plate (56)       | Newell's Old Boys (46) | Deportivo Español (46) |
| 1986-87   | Primera División | 20             | Rosario Central (49)   | Newell's Old Boys (48) | Independiente (47)     |
| 1987-88   | Primera División | 20             | Newell's Old Boys (55) | San Lorenzo (49)       | Racing Club (48)       |
| 1988-89   | Primera División | 20             | Independiente (84)     | Boca Juniors (76)      | Deportivo Español (68) |
| 1989-90   | Primera División | 20             | River Plate (53)       | Independiente (46)     | Boca Juniors (43)      |

#### Campeonato de Primera División - Torneos Apertura y Clausura
Desde la temporada 1990-91 cada campeonato se dividió en dos fases, disputándose en cada una un torneo de una sola rueda, con calendario europeo. En el segundo semestre del primer año se jugaba el Torneo Apertura; y en el primer semestre del año siguiente, el Torneo Clausura. Cada uno consagraba a su propio campeón, a excepción del primero de esos certámenes, cuyos respectivos ganadores jugaron una final en la que se determinó a un único vencedor.
| Temporada | Torneo           | N.º de equipos | Campeón                      | Subcampeón                       | Tercero                          |
| --------- | ---------------- | -------------- | ---------------------------- | -------------------------------- | -------------------------------- |
| 1990-91   | Primera División | 20             | Newell's Old Boys            | Boca Juniors                     |                                  |
| 1991-92   | Apertura         | 20             | River Plate (31)             | Boca Juniors (24)                | San Lorenzo (22)                 |
| 1991-92   | Clausura         | 20             | Newell's Old Boys (29)       | Vélez Sarsfield (27)             | Deportivo Español (27)           |
| 1992-93   | Apertura         | 20             | Boca Juniors (27)            | River Plate (23)                 | San Lorenzo (23)                 |
| 1992-93   | Clausura         | 20             | Vélez Sarsfield (27)         | Independiente (24)               | River Plate (23)                 |
| 1993-94   | Apertura         | 20             | River Plate (24)             | Vélez Sarsfield (23)             | Racing Club (23)                 |
| 1993-94   | Clausura         | 20             | Independiente (26)           | Huracán (25)                     | Rosario Central (23)             |
| 1994-95   | Apertura         | 20             | River Plate (31)             | San Lorenzo (26)                 | Vélez Sarsfield (24)             |
| 1994-95   | Clausura         | 20             | San Lorenzo (30)             | Gimnasia y Esgrima La Plata (29) | Vélez Sarsfield (28)             |
| 1995-96   | Apertura         | 20             | Vélez Sarsfield (41)         | Racing Club (35)                 | Lanús (35)                       |
| 1995-96   | Clausura         | 20             | Vélez Sarsfield (40)         | Gimnasia y Esgrima La Plata (39) | Lanús (34)                       |
| 1996-97   | Apertura         | 20             | River Plate (46)             | Independiente (37)               | Lanús (37)                       |
| 1996-97   | Clausura         | 20             | River Plate (41)             | Colón (35)                       | Newell's Old Boys (35)           |
| 1997-98   | Apertura         | 20             | River Plate (45)             | Boca Juniors (44)                | Rosario Central (35)             |
| 1997-98   | Clausura         | 20             | Vélez Sarsfield (46)         | Lanús (40)                       | Gimnasia y Esgrima La Plata (37) |
| 1998-99   | Apertura         | 20             | Boca Juniors (45)            | Gimnasia y Esgrima La Plata (36) | Racing Club (33)                 |
| 1998-99   | Clausura         | 20             | Boca Juniors (44)            | River Plate (37)                 | San Lorenzo (36)                 |
| 1999-00   | Apertura         | 20             | River Plate (44)             | Rosario Central (43)             | Boca Juniors (41)                |
| 1999-00   | Clausura         | 20             | River Plate (42)             | Independiente (36)               | Colón (36)                       |
| 2000-01   | Apertura         | 20             | Boca Juniors (41)            | River Plate (37)                 | Gimnasia y Esgrima La Plata (37) |
| 2000-01   | Clausura         | 20             | San Lorenzo (47)             | River Plate (41)                 | Boca Juniors (30)                |
| 2001-02   | Apertura         | 20             | Racing Club (42)             | River Plate (41)                 | Boca Juniors (33)                |
| 2001-02   | Clausura         | 20             | River Plate (43)             | Gimnasia y Esgrima La Plata (37) | Boca Juniors (35)                |
| 2002-03   | Apertura         | 20             | Independiente (43)           | Boca Juniors (40)                | River Plate (36)                 |
| 2002-03   | Clausura         | 20             | River Plate (43)             | Boca Juniors (39)                | Vélez Sarsfield (38)             |
| 2003-04   | Apertura         | 20             | Boca Juniors (39)            | San Lorenzo (36)                 | Banfield (32)                    |
| 2003-04   | Clausura         | 20             | River Plate (40)             | Boca Juniors (36)                | Talleres (C) (35)                |
| 2004-05   | Apertura         | 20             | Newell's Old Boys (36)       | Vélez Sarsfield (34)             | River Plate (33)                 |
| 2004-05   | Clausura         | 20             | Vélez Sarsfield (39)         | Banfield (33)                    | Racing Club (32)                 |
| 2005-06   | Apertura         | 20             | Boca Juniors (40)            | Gimnasia y Esgrima La Plata (37) | Vélez Sarsfield (33)             |
| 2005-06   | Clausura         | 20             | Boca Juniors (43)            | Lanús (35)                       | River Plate (34)                 |
| 2006-07   | Apertura         | 20             | Estudiantes de La Plata (44) | Boca Juniors (44)                | River Plate (38)                 |
| 2006-07   | Clausura         | 20             | San Lorenzo (45)             | Boca Juniors (39)                | Estudiantes de La Plata (37)     |
| 2007-08   | Apertura         | 20             | Lanús (38)                   | Tigre (34)                       | Banfield (32)                    |
| 2007-08   | Clausura         | 20             | River Plate (43)             | Boca Juniors (39)                | Estudiantes de La Plata (39)     |
| 2008-09   | Apertura         | 20             | Boca Juniors (39)            | Tigre (39)                       | San Lorenzo (39)                 |
| 2008-09   | Clausura         | 20             | Vélez Sarsfield (40)         | Huracán (38)                     | Lanús (38)                       |
| 2009-10   | Apertura         | 20             | Banfield (41)                | Newell's Old Boys (39)           | Colón (34)                       |
| 2009-10   | Clausura         | 20             | Argentinos Juniors (41)      | Estudiantes de La Plata (40)     | Godoy Cruz (37)                  |
| 2010-11   | Apertura         | 20             | Estudiantes de La Plata (45) | Vélez Sarsfield (43)             | Arsenal (32)                     |
| 2010-11   | Clausura         | 20             | Vélez Sarsfield (39)         | Lanús (35)                       | Godoy Cruz (34)                  |
| 2011-12   | Apertura         | 20             | Boca Juniors (43)            | Racing Club (31)                 | Vélez Sarsfield (31)             |
| 2011-12   | Clausura         | 20             | Arsenal (38)                 | Tigre (36)                       | Vélez Sarsfield (33)             |

#### Campeonato de Primera División - Torneos Inicial y Final y partido final de campeonato
A partir de la temporada 2012-13, las fases en que se dividió cada campeonato fueron renombradas: la primera se denominó Torneo Inicial, la segunda Torneo Final, cada una con sus respectivos campeones, introduciendo la disputa de un partido final entre los mismos. En la primera temporada, el ganador de dicha final obtuvo la Copa Campeonato y el título de Campeón del Campeonato de Primera División, aunque en el ciclo 2013-14 el partido definitorio se disputó únicamente por el trofeo Copa Campeonato de Primera División.
| Temporada | Torneo           | N.º de equipos | Campeón                | Subcampeón             | Tercero                      |
| --------- | ---------------- | -------------- | ---------------------- | ---------------------- | ---------------------------- |
| 2012-13   | Inicial          | 20             | Vélez Sarsfield (41)   | Newell's Old Boys (36) | Belgrano (36)                |
| 2012-13   | Final            | 20             | Newell's Old Boys (38) | River Plate (35)       | Lanús (33)                   |
| 2012-13   | Primera División | 20             | Vélez Sarsfield        | Newell's Old Boys      |                              |
| 2013-14   | Inicial          | 20             | San Lorenzo (33)       | Lanús (31)             | Vélez Sarsfield (31)         |
| 2013-14   | Final            | 20             | River Plate (37)       | Boca Juniors (32)      | Estudiantes de La Plata (32) |

#### Campeonato de Primera División - Torneo de transición
Con vistas a la realización de un solo torneo durante el año calendario en la temporada 2015, con la participación de 30 equipos, en el segundo semestre de 2014 se disputó un certamen corto, similar a los anteriores, pero con el objeto de servir de transición entre una modalidad y la otra.
| Temporada | Torneo           | N.º de equipos | Campeón          | Subcampeón       | Tercero    |
| --------- | ---------------- | -------------- | ---------------- | ---------------- | ---------- |
| 2014      | Primera División | 20             | Racing Club (41) | River Plate (39) | Lanús (35) |

#### Campeonato de Primera División
En la temporada 2015, se produjo el ascenso masivo de diez equipos y se disputó un solo torneo durante el año calendario, con treinta participantes, en una ronda. No obstante, en un nuevo cambio de rumbo, el Comité Ejecutivo de la AFA decidió que esa modalidad no fuera definitiva, estableciendo, a partir de la temporada 2016-17, un nuevo régimen de descensos y ascensos, que reduciría progresivamente a veintidós el número de equipos.
| Temporada | Torneo           | N.º de equipos | Campeón           | Subcampeón       | Tercero              |
| --------- | ---------------- | -------------- | ----------------- | ---------------- | -------------------- |
| 2015      | Primera División | 30             | Boca Juniors (64) | San Lorenzo (61) | Rosario Central (59) |

#### Campeonato de Primera División - Torneo de transición
Con el fin de volver al calendario europeo con los torneos bianuales, realizados en el segundo semestre de un año y el primer semestre del siguiente, en la primera parte de 2016 se disputó un nuevo torneo corto, con los equipos divididos en dos zonas, cuyos ganadores jugaron la final que consagró al campeón.
| Temporada | Torneo           | N.º de equipos | Campeón | Subcampeón  | Tercero                 |
| --------- | ---------------- | -------------- | ------- | ----------- | ----------------------- |
| 2016      | Primera División | 30             | Lanús   | San Lorenzo | Estudiantes de La Plata |

#### Campeonato de Primera División
En la temporada 2016-17 se comenzó a disputar un torneo que abarcaba dos semestres, en un retorno al calendario del hemisferio norte, destinado a coordinar el receso entre los concursos con los mercados de pases de las ligas europeas. Se comenzó a poner en práctica el nuevo régimen de descensos y ascensos, para reducir paulatinamente el número de participantes.
| Temporada | Torneo           | N.º de equipos | Campeón           | Subcampeón       | Tercero                      |
| --------- | ---------------- | -------------- | ----------------- | ---------------- | ---------------------------- |
| 2016-17   | Primera División | 30             | Boca Juniors (63) | River Plate (56) | Estudiantes de La Plata (56) |

#### Campeonato de Primera División - Superliga
Entre la temporada 2017-18 y la 2019-20 el torneo fue organizado por la Superliga Argentina. El formato fue el mismo que el anterior.
| Temporada | Torneo    | N.º de equipos | Campeón           | Subcampeón              | Tercero              |
| --------- | --------- | -------------- | ----------------- | ----------------------- | -------------------- |
| 2017-18   | Superliga | 28             | Boca Juniors (58) | Godoy Cruz (56)         | San Lorenzo (50)     |
| 2018-19   | Superliga | 26             | Racing Club (57)  | Defensa y Justicia (53) | Boca Juniors (51)    |
| 2019-20   | Superliga | 24             | Boca Juniors (48) | River Plate (47)        | Vélez Sarsfield (39) |

#### Campeonato de Primera División - Liga Profesional
En 2021, el torneo comenzó a ser organizado por la Liga Profesional de Fútbol, órgano interno de la AFA. El desarrollo siguió siendo a través de una rueda de todos contra todos y el torneo volvió a disputarse en el año calendario. Con los descensos suspendidos debido a la pandemia de covid-19, el número de participantes volvió a aumentar. Si bien se propuso volver a implementar un sistema de descensos gradual para disminuir la cantidad de equipos, esto finalmente no terminó sucediendo.
| Temporada | Torneo           | N.º de equipos | Campeón              | Subcampeón              | Tercero           |
| --------- | ---------------- | -------------- | -------------------- | ----------------------- | ----------------- |
| 2021      | Liga Profesional | 26             | River Plate (54)     | Defensa y Justicia (47) | Talleres (C) (46) |
| 2022      | Liga Profesional | 28             | Boca Juniors (52)    | Racing Club (50)        | River Plate (47)  |
| 2023      | Liga Profesional | 28             | River Plate (61)     | Talleres (C) (50)       | San Lorenzo (46)  |
| 2024      | Liga Profesional | 28             | Vélez Sarsfield (51) | Talleres (C) (48)       | Racing Club (46)  |

#### Campeonato de Primera División - Torneos Apertura y Clausura
Para la temporada 2025, el número de participantes volvió a aumentar a treinta y el formato fue nuevamente modificado, con la disputa de dos torneos independientes que consagran a su propio campeón, similar a lo ocurrido entre 1991 y 2012. A diferencia de lo acontecido entonces, esta vez se aplica el esquema de copa: los equipos se dividen en dos zonas disputadas por el sistema de todos contra todos, clasificando a los ocho primeros de cada una a las fases de eliminación directa.
| Temporada | Torneo   | N.º de equipos | Campeón  | Subcampeón | Tercero |
| --------- | -------- | -------------- | -------- | ---------- | ------- |
| 2025      | Apertura | 30             | Platense | Huracán    |         |
| 2025      | Clausura | 30             |          |            |         |

#### Resumen estadístico
| Palmarés era profesional |         |            |
| Equipo                   | Campeón | Subcampeón |
| River Plate              | 37      | 29         |
| Boca Juniors             | 29      | 19         |
| Independiente            | 14      | 14         |
| San Lorenzo              | 12      | 14         |
| Vélez Sarsfield          | 11      | 9          |
| Racing Club              | 9       | 8          |
| Newell's Old Boys        | 6       | 5          |
| Estudiantes (LP)         | 5       | 4          |
| Rosario Central          | 4       | 4          |
| Argentinos Juniors       | 3       | 1          |
| Lanús                    | 2       | 5          |
| Ferro Carril Oeste       | 2       | 3          |
| Huracán                  | 1       | 7          |
| Banfield                 | 1       | 2          |
| Quilmes                  | 1       | 1          |
| Arsenal                  | 1       | 0          |
| Chacarita Juniors        | 1       | 0          |
| Platense                 | 1       | 0          |
| Gimnasia y Esgrima (LP)  | 0       | 5          |
| Tigre                    | 0       | 3          |
| Talleres (C)             | 0       | 3          |
| Defensa y Justicia       | 0       | 2          |
| Colón                    | 0       | 1          |
| Godoy Cruz               | 0       | 1          |
| Racing (C)               | 0       | 1          |
| Unión (SF)               | 0       | 1          |

## Palmarés general
- Listado de los equipos que han salido campeones y subcampeones de la primera división, contabilizando ambas eras.

| Palmarés global histórico completo |         |            |
| Equipo                             | Campeón | Subcampeón |
| River Plate                        | 38      | 34         |
| Boca Juniors                       | 35      | 22         |
| Racing Club                        | 18      | 9          |
| Independiente                      | 16      | 16         |
| San Lorenzo                        | 15      | 16         |
| Vélez Sarsfield                    | 11      | 10         |
| Alumni                             | 10      | 2          |
| Estudiantes de La Plata            | 6       | 7          |
| Newell's Old Boys                  | 6       | 5          |
| Lomas Athletic                     | 6       | 3          |
| Huracán                            | 5       | 9          |
| Rosario Central                    | 4       | 4          |
| Belgrano Athletic                  | 3       | 3          |
| Argentinos Juniors                 | 3       | 2          |
| Lanús                              | 2       | 5          |
| Ferro Carril Oeste                 | 2       | 3          |
| Porteño                            | 2       | 2          |
| Quilmes                            | 2       | 1          |
| Estudiantil Porteño                | 2       | 0          |
| Gimnasia y Esgrima La Plata        | 1       | 6          |
| Banfield                           | 1       | 4          |
| Platense                           | 1       | 1          |
| Arsenal                            | 1       | 0          |
| Chacarita Juniors                  | 1       | 0          |
| Old Caledonians                    | 1       | 0          |
| Saint Andrew's                     | 1       | 0          |
| Sportivo Barracas                  | 1       | 0          |
| Sportivo Dock Sud                  | 1       | 0          |
| San Isidro                         | 0       | 3          |
| Talleres (C)                       | 0       | 3          |
| Tigre                              | 0       | 3          |
| Defensa y Justicia                 | 0       | 2          |
| Estudiantes (BA)                   | 0       | 2          |
| Flores Athletic                    | 0       | 2          |
| Lobos Athletic                     | 0       | 2          |
| Nueva Chicago                      | 0       | 2          |
| Almagro                            | 0       | 1          |
| Barracas Athletic                  | 0       | 1          |
| Barracas Central                   | 0       | 1          |
| Colón (SF)                         | 0       | 1          |
| Del Plata                          | 0       | 1          |
| GEBA                               | 0       | 1          |
| Godoy Cruz                         | 0       | 1          |
| Lanús Athletic                     | 0       | 1          |
| Racing (C)                         | 0       | 1          |
| Rosario Athletic                   | 0       | 1          |
| Sportivo Palermo                   | 0       | 1          |
| Temperley                          | 0       | 1          |
| Unión (SF)                         | 0       | 1          |

## Estadísticas

### Goleadores históricos
Tabla histórica de los diez primeros goleadores.

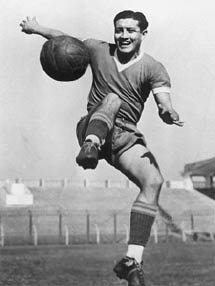
Arsenio Erico, el máximo goleador histórico de Primera División en Argentina.

| N.º | Goleador            | Equipos                                                         | Part. | Goles | Prom. |
| --- | ------------------- | --------------------------------------------------------------- | ----- | ----- | ----- |
| 1   | Arsenio Erico       | Independiente - Huracán                                         | 332   | 295   | 0,89  |
| 2   | Ángel Labruna       | River Plate                                                     | 515   | 294   | 0,57  |
| 3   | Herminio Masantonio | Huracán - Banfield                                              | 358   | 253   | 0,71  |
| 4   | Manuel Seoane       | Independiente - Progresista - El Porvenir                       | 499   | 249   | 0,83  |
| 5   | Roberto Cherro      | Sportivo Barracas - Quilmes - Ferro Carril Oeste - Boca Juniors | 345   | 236   | 0,68  |
| 6   | Bernabé Ferreyra    | Tigre - River Plate                                             | 234   | 233   | 0,99  |
| 7   | Manuel Pelegrina    | Estudiantes (LP) - Huracán                                      | 490   | 231   | 0,47  |
| 8   | Martín Palermo      | Estudiantes (LP) - Boca Juniors                                 | 410   | 227   | 0,55  |
| 9   | José Sanfilippo     | San Lorenzo - Boca Juniors - Banfield                           | 330   | 226   | 0,68  |
| 10  | Ricardo Infante     | Estudiantes (LP) - Huracán - Gimnasia y Esgrima (LP)            | 439   | 217   | 0,49  |

### Entrenadores campeones
| Entrenador          | Títulos | Torneos                                                |
| ------------------- | ------- | ------------------------------------------------------ |
| Ángel Labruna       | 7       | 1971-N, 1975-M, 1975-N, 1977-M, 1979-M, 1979-N, 1980-M |
| Carlos Bianchi      | 7       | 1993-C, 1995-A, 1996-C, 1998-A, 1999-C, 2000-A, 2003-A |
| Ramón Ángel Díaz    | 7       | 1996-A, 1997-C, 1997-A, 1999-A, 2002-C, 2007-C, 2014-F |
| José María Minella  | 6       | 1947, 1952, 1953, 1955, 1956, 1957                     |
| Américo Gallego     | 4       | 1994-A, 2000-C, 2002-A, 2004-A                         |
| Ricardo Gareca      | 4       | 2009-C, 2011-C, 2012-I, 2012-13                        |
| Juan Carlos Lorenzo | 4       | 1972-M, 1972-N, 1976-M, 1976-N                         |

### Clasificación histórica

#### Era amateur
Tabla parcial que incluye los primeros diez equipos de la clasificación histórica de la Primera División en la era amateur, desde 1891 a 1934. Se consideran todos los partidos determinados por el fixture de cada campeonato, más los eventuales partidos de desempate, ya sean por definición de título, por liderazgo de grupo o por ocupación de puestos de descenso. Basada en datos de RSSSF.
| Pos. | Club             | Pts. | PJ  | G   | E   | P   | GF   | GC   | Dif. | Des. |
| ---- | ---------------- | ---- | --- | --- | --- | --- | ---- | ---- | ---- | ---- |
| 1    | Racing Club      | 736  | 480 | 332 | 72  | 76  | 1069 | 365  | 704  | 0    |
| 2    | River Plate      | 686  | 513 | 287 | 112 | 114 | 833  | 477  | 356  | 0    |
| 3    | Independiente    | 614  | 467 | 254 | 106 | 107 | 887  | 445  | 442  | 0    |
| 4    | San Lorenzo      | 586  | 424 | 249 | 88  | 87  | 781  | 419  | 362  | 0    |
| 5    | Boca Juniors     | 583  | 380 | 259 | 65  | 56  | 904  | 315  | 589  | 0    |
| 6    | Estudiantes (BA) | 548  | 669 | 208 | 134 | 327 | 878  | 1179 | -301 | 2    |
| 7    | San Isidro       | 527  | 561 | 203 | 121 | 237 | 844  | 902  | -58  | 0    |
| 8    | Quilmes          | 509  | 579 | 206 | 97  | 269 | 825  | 956  | -131 | 0    |
| 9    | Platense         | 505  | 451 | 199 | 107 | 145 | 618  | 504  | 114  | 0    |
| 10   | Huracán          | 502  | 369 | 216 | 70  | 83  | 724  | 331  | 393  | 0    |

#### Era profesional
Tabla parcial que incluye los primeros veinte equipos de la clasificación histórica en el profesionalismo, correspondiente al período iniciado en 1931. Se consideran todos los partidos disputados por torneos de Primera División: campeonatos de Primera División, Copas Campeonato, de Honor y de Oro 1936, y torneos Metropolitano y Nacional, Apertura y Clausura, e Inicial y Final. Para confeccionarla se calcularon los partidos ganados con dos o tres puntos, según como se otorgaban en las respectivas competencias. Basada en datos de RSSSF.
- Actualizada hasta el 1 de octubre de 2019.

| Pos. | Club                    | Pts. | PJ   | G    | G3  | G2   | E   | E2 | E1  | P    | GF   | GC   | Dif. | Des. |
| ---- | ----------------------- | ---- | ---- | ---- | --- | ---- | --- | -- | --- | ---- | ---- | ---- | ---- | ---- |
| 1    | River Plate             | 4748 | 3267 | 1710 | 411 | 1305 | 849 | 34 | 843 | 708  | 6091 | 3764 | 2327 | 4    |
| 2    | Boca Juniors            | 4681 | 3290 | 1633 | 455 | 1181 | 877 | 32 | 870 | 780  | 5724 | 3724 | 2000 | 3    |
| 3    | San Lorenzo             | 4219 | 3226 | 1440 | 362 | 1087 | 896 | 43 | 888 | 890  | 5390 | 4069 | 1321 | 3    |
| 4    | Independiente           | 4051 | 3238 | 1430 | 319 | 1116 | 913 | 30 | 906 | 895  | 5330 | 3966 | 1364 | 0    |
| 5    | Vélez Sarsfield         | 3911 | 3141 | 1296 | 364 | 932  | 901 | 52 | 889 | 957  | 4728 | 4017 | 711  | 3    |
| 6    | Racing Club             | 3860 | 3244 | 1276 | 332 | 944  | 919 | 46 | 913 | 966  | 4926 | 4127 | 799  | 6    |
| 7    | Estudiantes (LP)        | 3747 | 3186 | 1227 | 355 | 878  | 891 | 30 | 887 | 1069 | 4727 | 4320 | 407  | 0    |
| 8    | Newell's Old Boys       | 3361 | 2895 | 1048 | 304 | 754  | 903 | 37 | 896 | 944  | 4056 | 3692 | 364  | 4    |
| 9    | Rosario Central         | 3100 | 2750 | 978  | 267 | 719  | 833 | 38 | 826 | 939  | 3924 | 3723 | 201  | 4    |
| 10   | Gimnasia y Esgrima (LP) | 3026 | 2813 | 938  | 299 | 650  | 811 | 35 | 800 | 1064 | 3931 | 4340 | -409 | 0    |

1. ↑  Hasta la Temporada 1994/95, se otorgaban dos puntos por victoria; desde la Temporada 1995/96, tres unidades. Durante la Temporada 1988/89 se otorgaron tres puntos por victoria y, en caso de empate, los partidos se definían por penales, otorgando un punto adicional al ganador.

#### Sumatoria entre amateurismo y profesionalismo
Tabla parcial que incluye los primeros veinte equipos de la clasificación histórica de la Primera División, con la salvedad de que la AFA no unifica las dos eras de su historia.
Se consideran todos los partidos disputados por torneos de Primera División:: campeonatos de Primera División de asociaciones oficiales y disidentes del amateurismo, campeonatos de Primera División del profesionalismo, Copas Campeonato, de Honor y de Oro 1936, y torneos Metropolitano y Nacional, Apertura y Clausura, e Inicial y Final. Para confeccionarla se calcularon los partidos ganados con dos o tres puntos, según como se otorgaban en las respectivas competencias. Basado en datos de RSSSF.
- Actualizada al Campeonato 2015.

| Pos. | Club                    | Pts. | PJ   | G    | G3  | G2   | E   | E2 | E1  | P    | GF   | GC   | Dif. | Des. | Títulos |
| ---- | ----------------------- | ---- | ---- | ---- | --- | ---- | --- | -- | --- | ---- | ---- | ---- | ---- | ---- | ------- |
| 1    | River Plate             | 5238 | 3705 | 1961 | 375 | 1586 | 939 | 6  | 934 | 804  | 6801 | 4083 | 2718 | 4    | 36      |
| 2    | Boca Juniors            | 5039 | 3594 | 1851 | 394 | 1437 | 915 | 7  | 912 | 824  | 6489 | 3976 | 2513 | 3    | 34      |
| 3    | San Lorenzo             | 4623 | 3536 | 1631 | 338 | 1293 | 958 | 8  | 950 | 947  | 6008 | 4365 | 1643 | 3    | 15      |
| 4    | Independiente           | 4580 | 3629 | 1649 | 284 | 1365 | 991 | 7  | 984 | 989  | 6117 | 4353 | 1764 | 0    | 16      |
| 5    | Racing Club             | 4387 | 3556 | 1559 | 292 | 1267 | 977 | 6  | 971 | 1020 | 5864 | 4387 | 1477 | 6    | 18      |
| 6    | Vélez Sarsfield         | 4112 | 3431 | 1391 | 347 | 1044 | 974 | 12 | 962 | 1066 | 5109 | 4407 | 702  | 3    | 11      |
| 7    | Estudiantes (LP)        | 4052 | 3520 | 1391 | 314 | 1077 | 952 | 4  | 948 | 1177 | 5394 | 4770 | 624  | 0    | 6       |
| 8    | Gimnasia y Esgrima (LP) | 3313 | 3135 | 1097 | 268 | 829  | 884 | 11 | 873 | 1154 | 4408 | 4680 | -272 | 0    | 1       |
| 9    | Huracán                 | 3282 | 3045 | 1194 | 118 | 1076 | 776 | 0  | 776 | 1075 | 4849 | 4423 | 426  | 0    | 5       |
| 10   | Newell's Old Boys       | 3201 | 2818 | 1017 | 282 | 735  | 882 | 7  | 875 | 919  | 3960 | 3610 | 350  | 4    | 6       |
| 11   | Rosario Central         | 2951 | 2674 | 951  | 240 | 711  | 806 | 7  | 799 | 917  | 3825 | 3645 | 180  | 4    | 4       |
| 12   | Argentinos Juniors      | 2668 | 2687 | 818  | 206 | 612  | 820 | 6  | 814 | 1049 | 3419 | 3952 | -533 | 0    | 3       |
| 13   | Lanús                   | 2656 | 2499 | 832  | 318 | 514  | 677 | 0  | 677 | 990  | 3527 | 3961 | -434 | 3    | 2       |
| 14   | Ferro Carril Oeste      | 2615 | 2806 | 858  | 49  | 809  | 843 | 7  | 836 | 1105 | 3620 | 4324 | -704 | 0    | 2       |
| 15   | Platense                | 2394 | 2489 | 803  | 51  | 752  | 733 | 6  | 727 | 953  | 3349 | 3747 | -398 | 2    | 0       |
| 16   | Banfield                | 2189 | 2205 | 725  | 183 | 542  | 595 | 0  | 595 | 885  | 2930 | 3247 | -317 | 39   | 1       |
| 17   | Chacarita Juniors       | 1970 | 2088 | 685  | 65  | 620  | 544 | 0  | 544 | 859  | 2941 | 3377 | -572 | 9    | 1       |
| 18   | Atlanta                 | 1759 | 2059 | 627  | 0   | 627  | 505 | 0  | 505 | 927  | 2815 | 3605 | -790 | 0    | 0       |
| 19   | Colón                   | 1648 | 1452 | 481  | 252 | 229  | 443 | 0  | 443 | 528  | 1845 | 1998 | -153 | 3    | 0       |
| 20   | Quilmes                 | 1587 | 1743 | 545  | 88  | 457  | 411 | 0  | 411 | 780  | 2182 | 2777 | -595 | 2    | 2       |

1. ↑  Hasta la temporada 1994-95, se otorgaban dos puntos por victoria; desde la temporada 1995-96 se otorgan tres. Durante la temporada 1988-89 se otorgaron tres puntos por victoria y, en caso de empate, los partidos se definían por penales, otorgando un punto adicional al ganador.
2. ↑  Durante el Campeonato de 1934 participó como Atlanta-Argentinos. La unión se disolvió en la fecha 25 y, en su lugar, siguió participando Argentinos Juniors, equipo al que se le contabilizan los puntos de dicha temporada.

## Copas nacionales

### En el amateurismo
Además de los campeonatos de Primera División, durante el amateurismo se disputaron una serie de copas oficiales, reconocidas por la AFA, y listadas en su página web en agosto de 2013. En ellas participaron los equipos de las respecivas asociaciones y de otras ligas regionales. Estas fueron:
- Copa de Honor
- Copa de Competencia Jockey Club
- Copa Dr. Carlos Ibarguren
- Concurso por Eliminación
- Copa de Competencia
- Copa Estímulo
- Campeonato Porteño

### En el profesionalismo
Durante la era profesional se disputan también copas nacionales de carácter oficial, organizadas por la AFA, las que a partir de la publicación en su página web lograron un mayor reconocimiento. Algunas fueron continuadas desde el amateurismo, como la Copa de Competencia. la Copa Jockey Club o la Copa Dr. Carlos Ibarguren; otras creadas posteriormente, como la Copa Escobar, la Copa de Competencia Británica o la Copa Beccar Varela. Y además hubo tres que se organizaron por única vez por acontecimientos especiales, ellas fueron la Copa Suecia de 1958, la Copa Centenario de 1993 y la Copa Bicentenario de 2016.
En la actualidad, se disputa la Copa Argentina, que se reeditó en la temporada 2011-12 e introdujo, de esta manera, la organización de una copa nacional interdivisional. En ella, además de los equipos de Primera División, participan los clubes de las cuatro categorías inferiores. Con un antecedente en la década de 1940 como Copa de la República, se había organizado anteriormente en dos ocasiones, en 1969 y 1970, aunque únicamente la primera edición llegó a concluirse.
A ello se sumó, durante 2012, la Supercopa Argentina, que, en sus distintas ediciones, enfrentó al campeón de la mencionada Copa Argentina y a un equipo proveniente del certamen de Primera División, que en 2013 y 2014 fue el ganador de la Copa Campeonato, reeditada para la temporada 2013-14. Actualmente, se disputa entre el ganador de la Copa Argentina y el campeón de Primera División.
A partir de 2019 se agregó la disputa de la Copa de la Superliga Argentina, desarrollada al finalizar la temporada regular entre los equipos que participaron de ella. Asimismo, desde el mismo año, se estableció el Trofeo de Campeones de la Superliga Argentina, que se jugaba entre el campeón del torneo regular y el de la Copa de la Superliga. A raíz de la pandemia de COVID-19, la segunda edición de la Copa de la Superliga fue cancelada, al tiempo que se disolvía el ente que las organizaba.
En mayo de 2020, la Asociación retomó el control de la competencia a través de un nuevo órgano interno, la Liga Profesional de Fútbol Argentino, que organizó la Copa de la Liga Profesional, disputada desde 2020 hasta 2024.
Las copas nacionales oficiales vigentes son cuatro:
- Copa Argentina (entre equipos de todas las categorías oficiales del fútbol argentino).
- Trofeo de Campeones (entre el campeón del Torneo Apertura y el campeón del Torneo Clausura).
- Supercopa Argentina (entre el campeón del Trofeo de Campeones y el campeón de la Copa Argentina).
- Supercopa Internacional (entre el campeón del Trofeo de Campeones y el mejor de la tabla general de la temporada).

## Televisación
Las primeras transmisiones en directo se realizaron en 1951, por el único medio existente, el recién fundado Canal 7. El primer partido televisado en vivo fue el enfrentamiento entre San Lorenzo y River Plate (1-1) por la 33.ª fecha del torneo de Primera División, el 18 de noviembre de ese año a las 18:10 (UTC-3), desde el estadio El Gasómetro.
En 1987, la Asociación del Fútbol Argentino firmó un contrato de exclusividad con la empresa Torneos y Competencias (TyC), por el cual se le cedían los derechos de transmisión televisiva de la temporada 1987-88 de Primera División, Nacional B y Primera B, a cambio de un millón de australes. En 1991 se estableció un nuevo vínculo, hasta 2009, pero esta vez la AFA le dio la exclusividad compartida de los derechos de transmisión a TyC y el Grupo Clarín. El contrato de televisación estableció, desde la temporada 2007-08, y por primera vez, que los diez encuentros de Primera División serían transmitidos por cable, la mitad de ellos a través de un sistema de PPV, por el que el usuario debía pagar un monto adicional por cada partido. Además se mantenía la prohibición, para noticieros y otros programas, de emitir imágenes de los goles y circunstancias deportivas dentro del mismo día en que se disputaran los encuentros, hasta después de que fueran emitidos en el ciclo Fútbol de Primera.
En agosto de 2009, la AFA, a instancias del Poder Ejecutivo Nacional y por decisión unánime de los clubes, decidió realizar un cambio radical del sistema de televisación y rescindió el contrato que mantenía con el Grupo Clarín, para firmar un nuevo acuerdo con el Estado, garantizándose la transmisión de todos los encuentros por la televisión abierta y sin costo para los televidentes, a través de la creación del programa Fútbol Para Todos.
Para la temporada 2017-18, el Poder Ejecutivo encabezado por Mauricio Macri, como parte de su estrategia destinada a la privatización del fútbol argentino, que incluía la meta de introducir las sociedades anónimas deportivas, a la vez que fue creada la Superliga Profesional del Fútbol Argentino -ente autónomo que manejó la organización del torneo por fuera de la AFA-, rescindió unilateralmente el convenio de Fútbol Para Todos e indemnizó a la contraparte. Posteriormente, de la mano de la decisión del poder político, la AFA realizó una licitación y vendió, por diez años, los derechos de televisión a una alianza entre Fox Networks Group Latin America y Turner Broadcasting System Latin America, quienes crearon los canales premium, Fox Sports Premium, ahora denominado ESPN Premium y TNT Sports, al efecto de realizar las transmisiones. Las señales encargadas de transmitir los partidos para el exterior pertenecían a Fox Sports 2 (hasta 2020), ESPN, Star+, TyC Sports Internacional, Fanatiz y AFA Play.
En marzo de 2019, Fox fue absorbido por Disney. Esta última empresa, dueña a su vez de la señal ESPN, pretendía fusionarla con Fox Sports, lo que fue rechazado por la Comisión Nacional de Defensa de la Competencia (CNDC), que en su dictamen señaló que esta fusión restringiría o distorsionaría la competencia. El Comité Ejecutivo de la AFA resolvió, en la reunión efectuada el 16 de octubre de 2020, romper el contrato con el Grupo Disney, nuevo dueño del 50 % correspondiente a Fox, aduciendo que la compañía cometió "graves incumplimientos" contractuales por no informar la fusión entre ESPN y Fox Sports. Posteriormente, el 30 de octubre, un juzgado comercial aceptó el recurso de amparo de la empresa, lo que les permitió seguir transmitiendo la mitad de los encuentros, que le corresponden a la señal. Finalmente, se firmó un acuerdo que puso fin a los litigios y extendió la concesión hasta 2030.
A partir del 26 de febrero de 2021, en el marco de la Copa de la Liga Profesional y tras reuniones entre los directivos de las licenciatarias, el presidente de la AFA y funcionarios del gobierno y empresas estatales, se liberaron dos partidos por fecha, por parte de Disney, para ser transmitidos por ESPN y la TVP con el programa Fútbol ATP. Un mes después se creó la plataforma AFA Play, a través de la cual el fútbol argentino organizó y basó sus transmisiones alrededor del planeta, incluyendo equipos periodísticos de relatores y comentaristas en español, portugués e inglés.
| Estado nacional        | 1951–1987        | No | Canal 7 |
| Torneos y Competencias | 1987–1991        | No | ATC y Canal 9 Libertad |
| Torneos y Competencias | 1991–2009        | Sí | TyC Sports, TyC Max, Canal 9 Libertad, Canal 13, América, Canal 7 y repetidoras de todo el país                                           |
| Fútbol Para Todos      | 2009–2017        | No | Televisión Pública Argentina, DeporTV, América, Canal 9, Telefe, El Trece, C5N, Crónica, Canal 26, 360 TV, CN23 y canales de todo el país |
| Fox y Turner           | 2017 en adelante | Sí | ESPN Premium, TNT Sports Premium, ESPN, TNT, Max y TV Pública (2021-2024)                                                                 |